# Allégorie

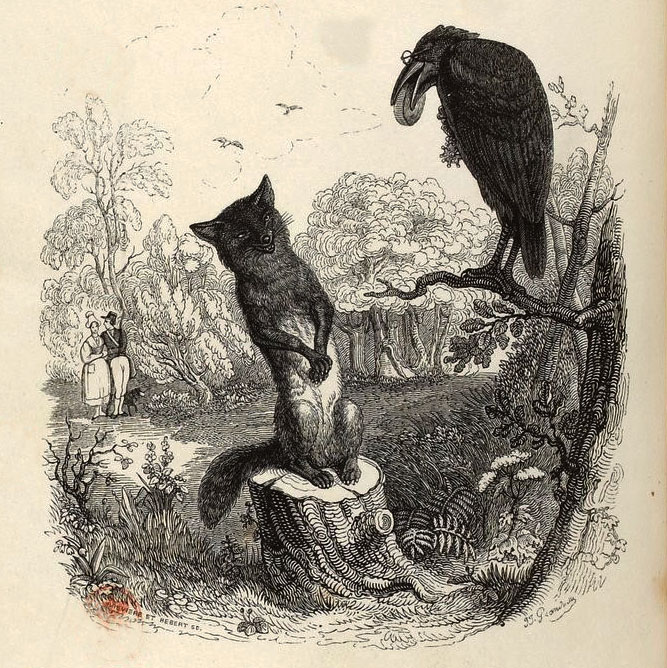
La fable est un récit allégorique livrant une leçon à l'aide d'animaux caractéristiques, tel Le Corbeau et le Renard illustré par Grandville (1840).

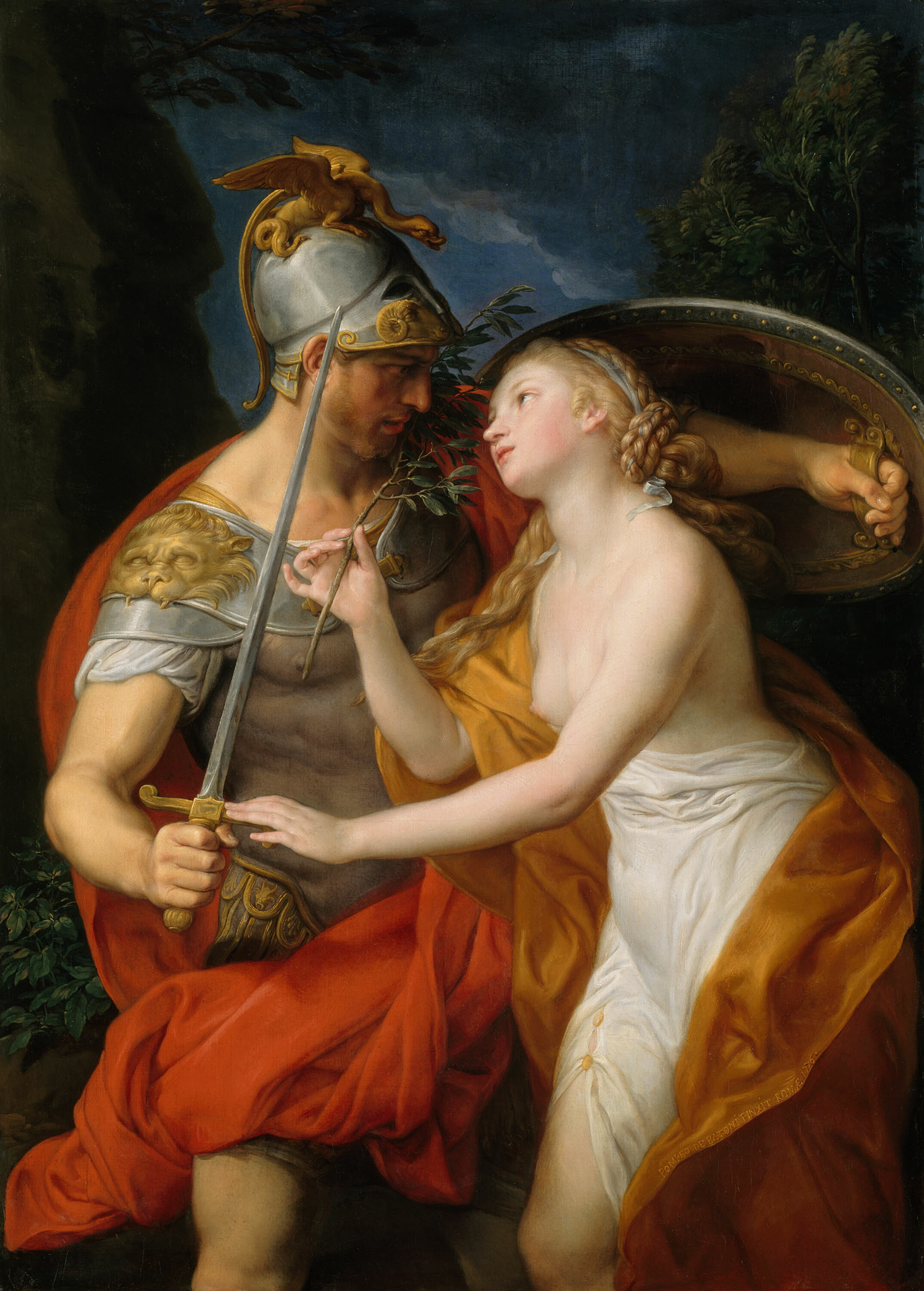
Allégorie personnification. Dans La Guerre et la Paix de Batoni (1776), la Paix offre à la Guerre un rameau d'olivier.

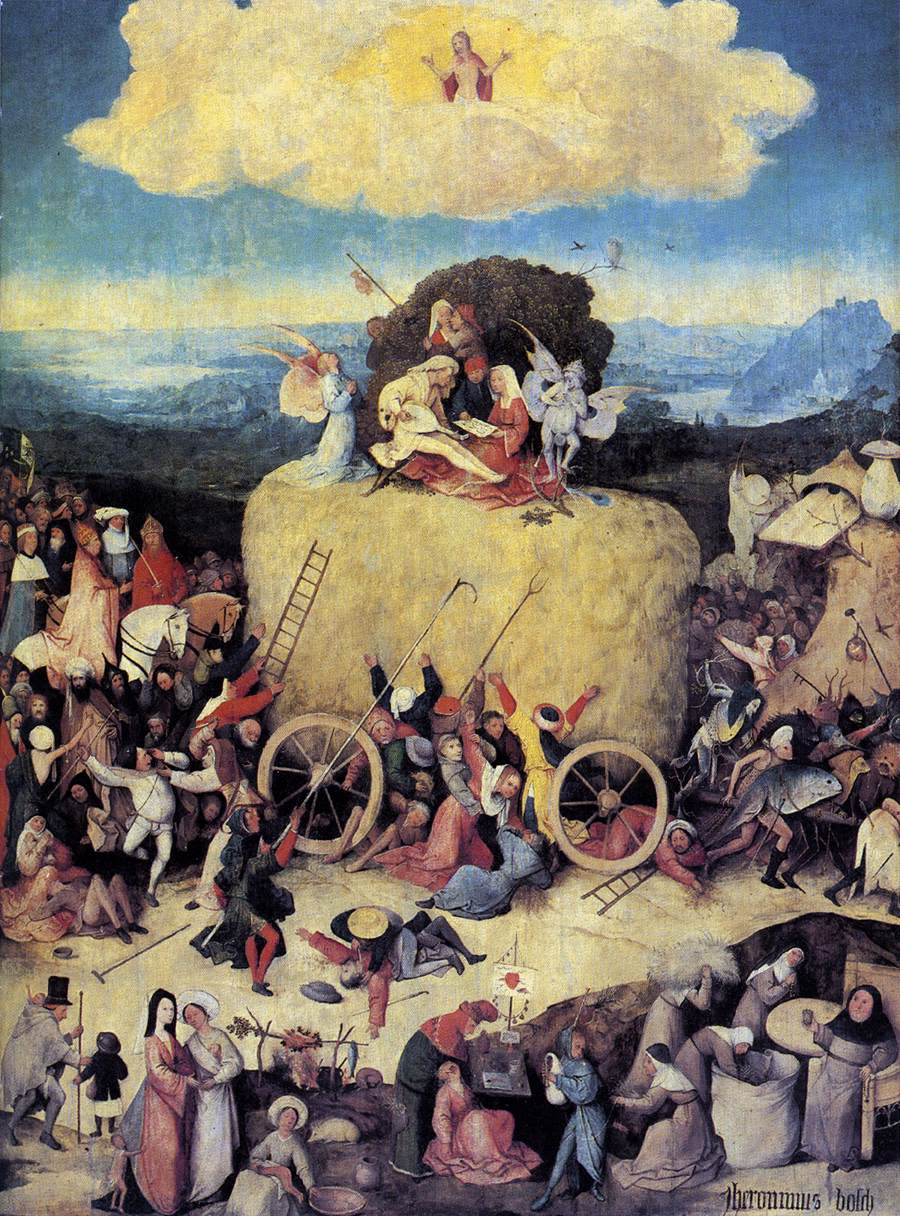
Le Chariot de foin (1515). Jérôme Bosch. Dans cette allégorie morale, le chariot de foin représente l'instabilité des choses humaines, alors qu'une multitude de personnages se livre aux vices et tentations terrestres.

Le terme allégorie (du grec : ἄλλος / állos, « autre », et ἀγορεύω / agoreúô, « parler en public ») consiste à exprimer une pensée sous une forme imagée afin de faire comprendre, sous le sens littéral, un autre sens, qui est celui visé par le texte. Les deux sens doivent se maintenir de façon cohérente dans une allégorie.
Chez les théoriciens anciens, l'allégorie était souvent confondue avec la métaphore. Alors que la métaphore porte sur un seul élément, l'allégorie porte sur une pluralité d'éléments organisés dans une syntaxe. Elle est donc « un système de relations entre deux mondes » ou « la mise en relation, sur le mode analogique, de deux isotopies plus ou moins détaillées ».
Quintilien distingue « l'allégorie totale », qui n'explicite aucun de ses éléments, telle la parabole, et « l'allégorie partielle » ou explicite, qui est la forme normale car elle laisse entrevoir le sens profond qu'elle enferme.
Pour Jon Whitman, en raison du travail cognitif qu'elle requiert, l'allégorie est une sorte de « discours secret et de discours raffiné que le peuple ne peut ou ne mérite pas d’entendre, c’est-à-dire de langage réservé à l’élite ». En imposant la recherche d'un sens caché — notamment dans les fables —, l'allégorie a été décrite comme « la figure universelle par laquelle le genre humain tout entier entre dans l'ordre intellectuel et moral ».
Outre un mode d'expression figurative, le mot allégorie peut aussi désigner le travail d'interprétation du lecteur, aujourd'hui surtout appelé allégorèse ou exégèse allégorique.
En tant que moyen de contourner la censure, l'usage de l'allégorie est très répandu au cours des époques dogmatiques ou sous les régimes autoritaires, mais tend à s'affaiblir à l'époque contemporaine.
En peinture et en sculpture, l'allégorie utilise une conjonction d'éléments symboliques — personnage, animal, plante, objet, geste, couleur, nombre — pour signifier une notion abstraite difficile à représenter directement, comme la Justice, l'Amour, la Mort.

## Lecture allégorique

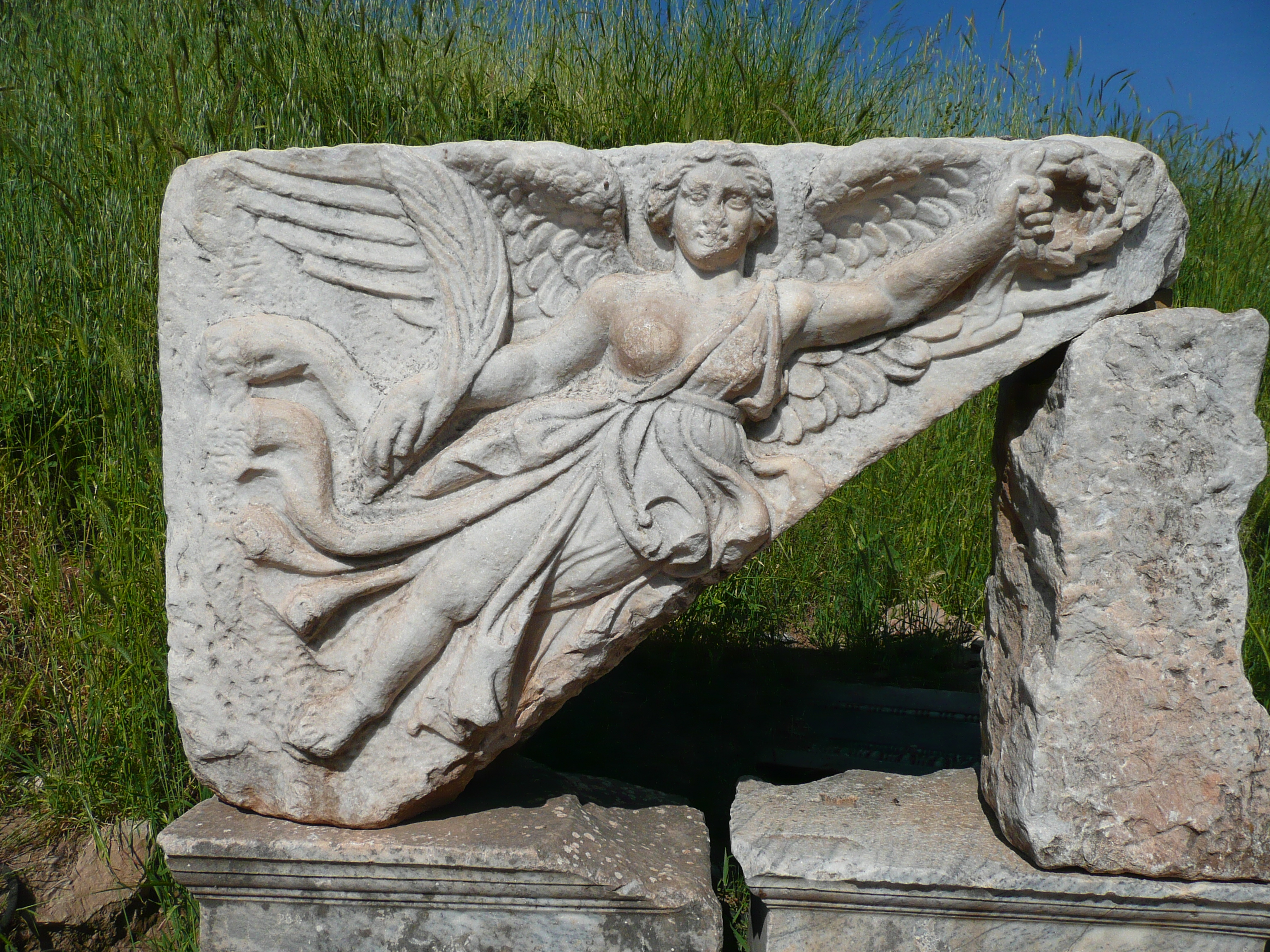
Niké, allégorie de la victoire
Éphèse IVe siècle

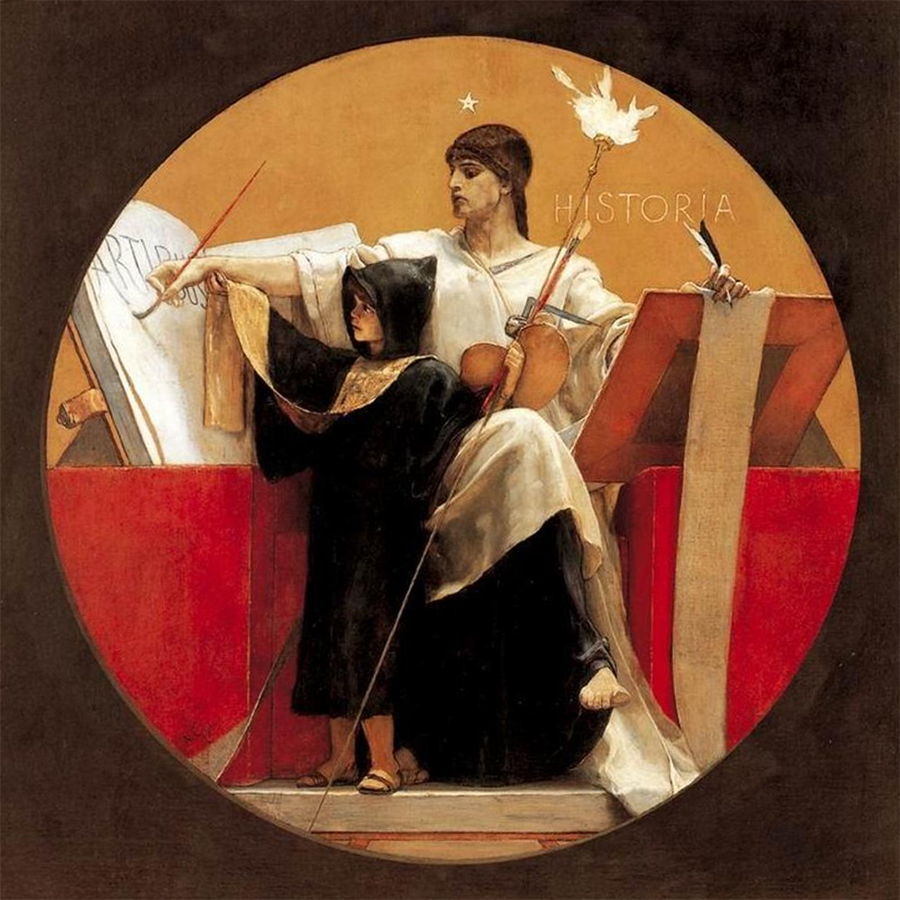
Historia, allégorie de l'Histoire.
Peinture de Nikolaos Gysis (1892).

### Grèce antique
Si le recours à des allégories est probablement aussi ancien que l'apparition du langage, le terme n'apparaît qu'au début de notre ère. Toutefois, la réflexion sur le concept d'allégorie a débuté en Grèce ancienne au milieu du VIe siècle av. J.-C. Comme Pythagore et divers philosophes faisaient grief à Homère et Hésiode des crimes et des défauts que leurs œuvres prêtent aux dieux, Théagène de Rhégium commence à proposer une interprétation allégorique de la littérature homérique en expliquant les épisodes les plus critiqués par des allégories physiques ou morales. Ainsi, le combat des dieux est selon lui une façon imagée de décrire la lutte des quatre éléments (terre, eau, air, feu) posés comme fondateurs par le philosophe Anaximandre, et donc une allégorie du monde physique.
De même, Diogène le Cynique propose une explication allégorique de l'épisode où Médée aurait persuadé les filles de Pélias de faire bouillir leur père dans un chaudron pour le rajeunir. Selon son interprétation, la vérité serait en fait que « Médée… endurcissait les corps dans les gymnases et les bains de vapeur… de là se répandit la rumeur qu'elle rajeunissait les corps en les faisant bouillir ».
Cette forme de lecture a été beaucoup explorée par les philosophes stoïciens, tels Chrysippe et Zénon de Kition, qui utilisent surtout l'étymologie pour découvrir la vraie nature des réalités physiques et même des dieux. Au IIIe siècle, le philosophe néoplatonicien Porphyre de Tyr suggère que l'antre des nymphes dans l'Odyssée symbolise en fait le monde physique dont les âmes doivent s'échapper.

### Religions juive et chrétienne
La lecture allégorique, qui s'est spécialisée dans la recherche du sens caché, est souvent désignée comme une allégorèse. Celle-ci s'est développée au début de notre ère avec Philon d'Alexandrie qui a écrit plusieurs ouvrages dans lesquels il applique à la Bible et à la Torah les procédés de lecture allégorique développés à propos des mythes grecs.
Cette forme de lecture prend un essor extraordinaire avec l’expansion de la religion chrétienne. Au IIIe siècle, Origène inaugure un système d'interprétation dans lequel l'allégorie a une fonction majeure.
Au lieu de distinguer simplement entre sens littéral et sens allégorique, les Pères de l'Église vont mettre en place des niveaux supplémentaires de sens :

« Le problème que posait alors aux Pères de l'Église la nécessité de concilier deux récits d’origine divine, celui de la Bible et celui du Nouveau Testament, les amènera à valider une lecture au second, voire au troisième et au quatrième degré. Cela leur permettra, par exemple, de voir dans le Cantique des Cantiques l'union mystique de l'Église avec le Christ, ou encore de reconnaître dans “Jérusalem”, selon les cas, la ville historique (sens littéral), l’Église du Christ (sens allégorique), l’âme de l’Église (sens tropologique ou moral) ou la Cité céleste (sens anagogique ou ce qu'il faut espérer). »

Par opposition à l'allégorie courante et véritable, qui porte sur le langage (allegoria in verbis), on introduit la notion d'allégorie de faits (allegoria in factis ou in rebus), afin d'assigner une vérité supérieure aux signes et miracles d'origine divine en montrant comment « des évènements historiques en préfigurent d’autres ».
Comme le note le philosophe Hans-Georg Gadamer : « le concept d'allégorie est étroitement lié à la pensée dogmatique : avec la rationalisation du mythique (comme à l'époque des lumières de l'ancienne Grèce), avec l'interprétation chrétienne des Écritures en termes d'unité de la doctrine (comme dans la patristique) et finalement avec la réconciliation de la tradition chrétienne et de la culture classique ».
L'allégorie est toujours très pratiquée sous la forme du commentaire : « Tout commentaire où la relation des évènements adopte une terminologie conceptuelle et s'exprime en termes d'abstraction est en un sens une interprétation allégorique ».

## Personnification et allégorie

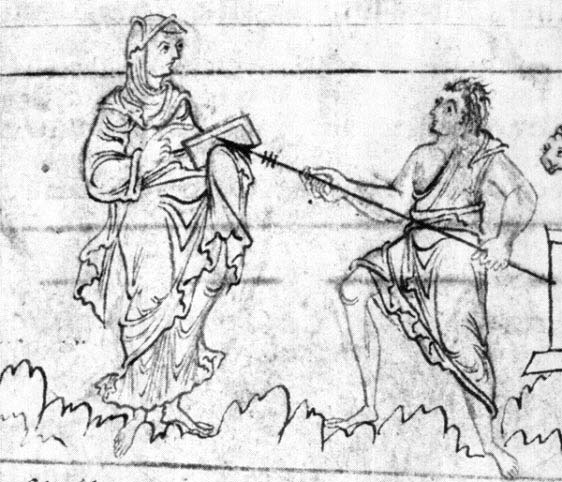
Allégorie de la Concorde blessée par la Discorde, Psychomachie. VIII.

### Limites du procédé
La personnification est un procédé ancien souvent utilisé dans la tragédie et le poème épique. Elle présente l'avantage de donner une dimension psychologique à des concepts ou à des phénomènes naturels, un processus allégorique qui est « le fond même de la mythologie ». Comme le notait Boileau, grâce à la personnification, « Écho n’est plus un son qui dans l’air retentisse, / C’est une nymphe en pleurs qui se plaint de Narcisse ».
La personnification est aussi abondamment employée dans la poésie. Baudelaire — pour qui « tout devient allégorie » dans Le Cygne —, présente son paysage intérieur comme un véritable champ de bataille où circulent des corbillards et où s'affrontent des personnages autonomes.
Il est à noter qu'une métaphore prolongée par une série de comparaisons détaillées ne constitue pas une allégorie, car la phrase ne comporte pas à la fois un sens littéral et un sens figuré. Exemple : « L'Angleterre est un vaisseau. Notre île en a la forme : la proue tournée au Nord, elle est comme à l'ancre au milieu des mers, surveillant le continent » (Alfred de Vigny, Chatterton).
La personnification ne relève de l'allégorie que lorsqu'elle est intégrée dans une action : « il faut que la Justice s'ébranle, s'anime, agisse ou parle, pour mériter le nom d'allégorie ». Dans la personnification simple, le travail cognitif est réduit et l'allégorie disparait. Ainsi la phrase « L'Allégorie habite un palais diaphane » n'est pas une allégorie selon Fontanier, car elle ne contient pas « deux objets distincts et divers, l'un offert par le sens littéral, et l'autre par le sens figuré ».

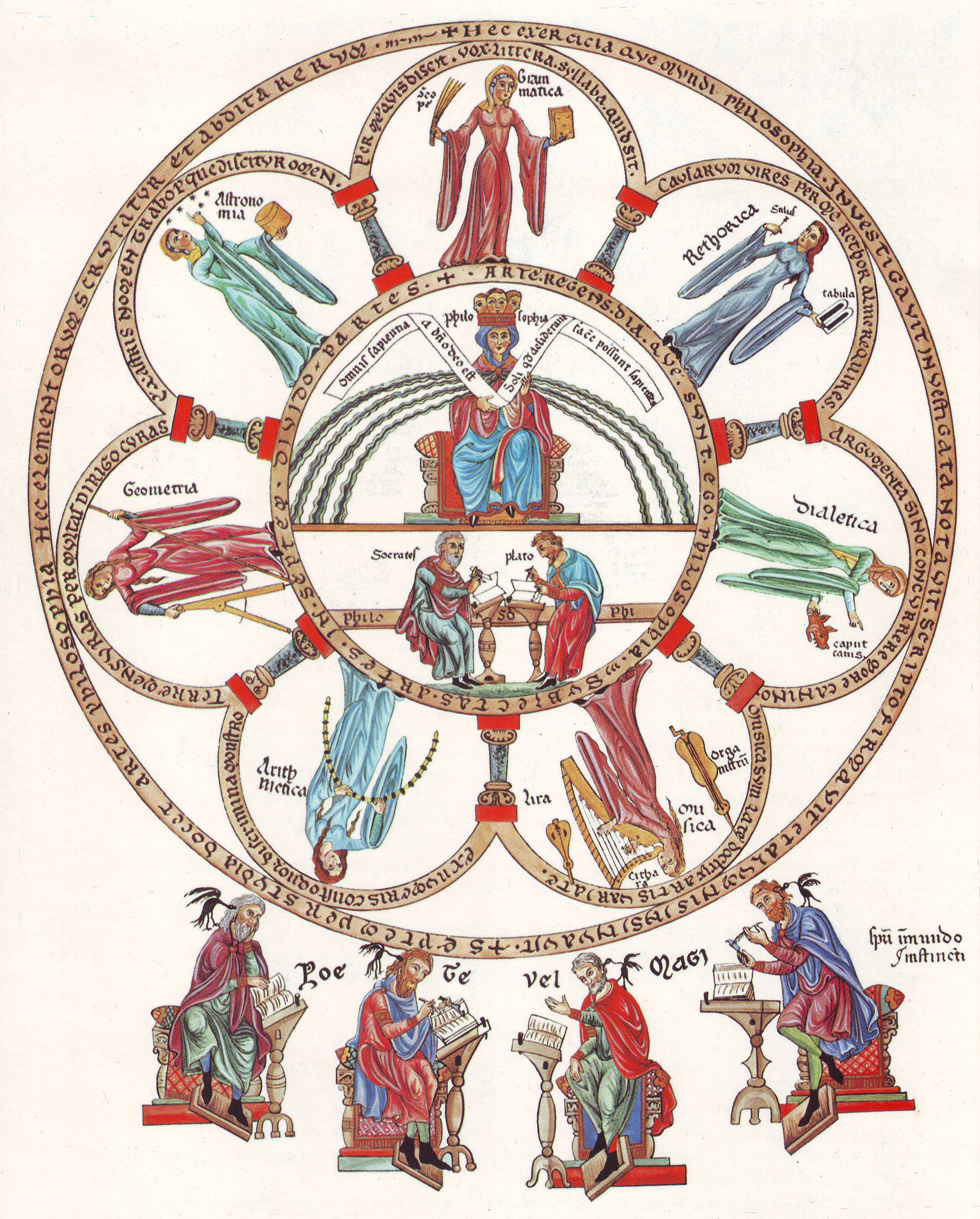
Allégorie de la Philosophie et des sept arts libéraux. Hortus deliciarum (1160)

Le travail du lecteur est d'autant plus facilité que la valeur figurée est donnée par la lettre majuscule appliquée à un nom commun. Il n'y a donc pas véritablement allégorie dans une personnification, sauf quand le thème se développe en plusieurs autres termes.

### Figure féminine
Traditionnellement, l'allégorie est personnifiée par une femme — muse, nymphe ou divinité mythologique. Comme le note Péladan :

« Une allégorie est toujours une femme, qu’on représente la Perversité ou l’Agriculture, la Morale ou la Géométrie. Eh bien ! la femme n’est elle-même que l’allégorie pratique du Désir ; elle est la plus jolie forme que puisse prendre un rêve (…) elle est le procédé unique dont le corps se sert pour matérialiser et posséder sa chimère. »

Le recours à un personnage féminin a pour effet d'augmenter le pouvoir persuasif des figures allégoriques, en rendant désirables les vertus qu'elles incarnent : la contemplation de la forme délecte le regard du spectateur en même temps que la découverte de la signification ravit son intelligence.

## Métaphore et allégorie
La métaphore applique le sens d'un mot à un autre en éliminant le terme de comparaison : « Il a un fragment de vitrage sur un œil ». Si on développe la métaphore, elle devient une métaphore filée. Ainsi, dans ce passage où Proust décrit divers personnages à monocle dans une salle de concert :

« …M. de Palancy qui, avec sa grosse tête de carpe aux yeux ronds, se déplaçait lentement au milieu des fêtes en desserrant d'instant en instant ses mandibules comme pour chercher son orientation, avait l'air de transporter avec lui un fragment accidentel, et peut-être purement symbolique, du vitrage de son aquarium »

Dans cet exemple, la métaphore filée prend tout son sens à la fin de la proposition, lorsque le monocle est désigné comme un fragment du vitrage d'un aquarium, ce qui produit « une collision de sens qui fait événement pour le sujet cognitif ».
À la différence de la métaphore, qui n'a qu'un seul sens, l'allégorie peut se lire au seul plan littéral, sans que le sens caché soit évident : « tout discours allégorique peut être lu non allégoriquement. » L'allégorie peut se développer dans tout un paragraphe, un chapitre ou même un livre, comme dans Le Roman de la Rose. Dans ce cas, les personnages et les événements ont un second sens symbolique qui n'est pas nécessairement aperçu par tous les lecteurs. Par exemple, la fable Le Voyage de Florian est en fait une allégorie des âges de la vie, mais la clé n'en est donnée que dans l'avant-dernier vers. Il y a donc allégorie lorsque « la métaphore filée évoque un sens caché sous le sens littéral ».

## Symbole et allégorie

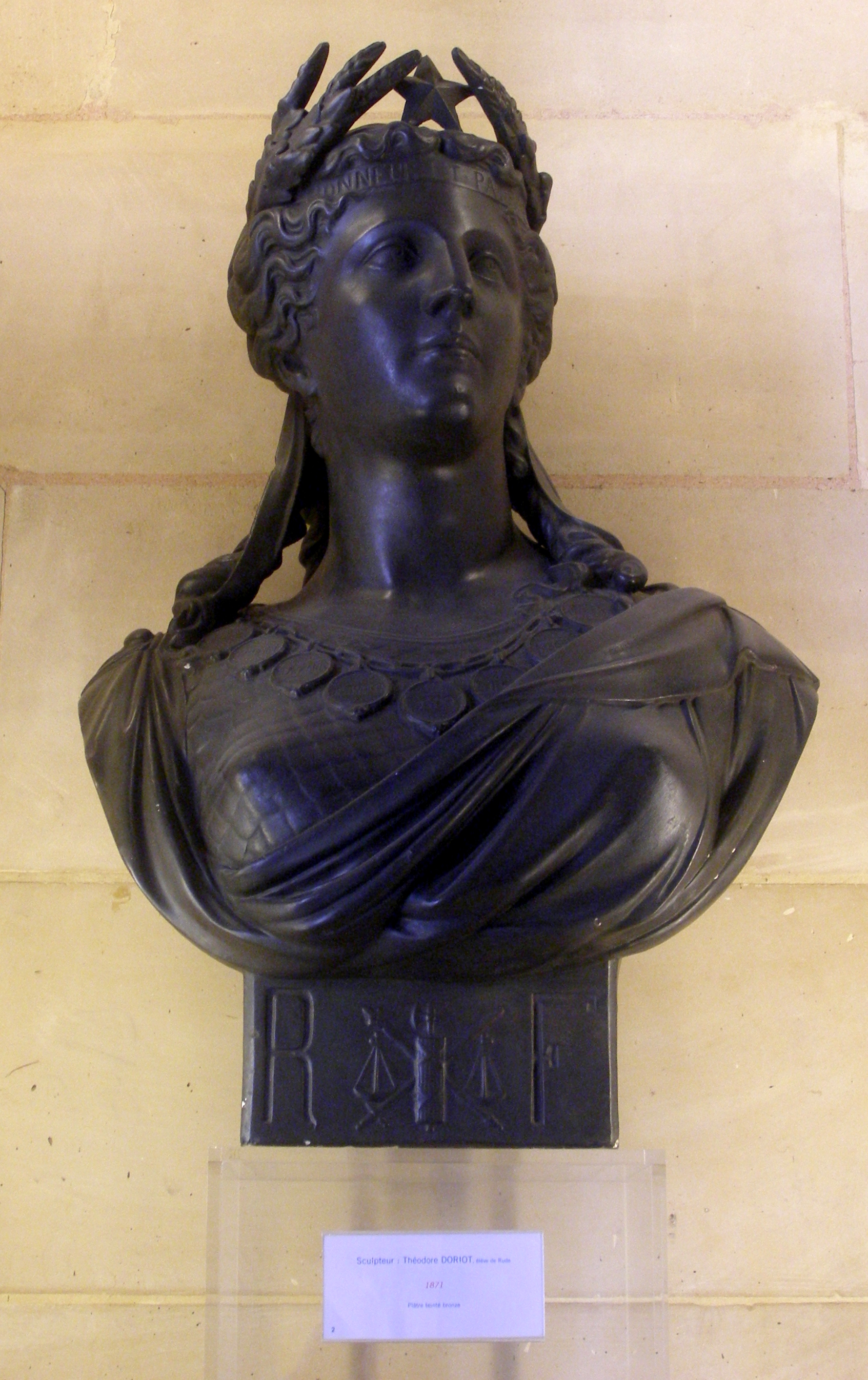
Buste de Marianne exposé au Sénat. Marianne est un symbole
mais pas une allégorie.

L'opposition entre symbole et allégorie, apparue au XVIIIe siècle chez les romantiques allemands, a fait couler beaucoup d'encre et suscite encore bien des confusions, car les deux concepts, loin de s'opposer, sont dans une relation dialectique, l'univers des symboles constituant la réserve de sens où s'alimente le mode allégorique.
Un symbole est défini comme un « Objet sensible, fait ou élément naturel évoquant, dans un groupe humain donné, par une correspondance analogique, formelle, naturelle ou culturelle, quelque chose d'absent ou d'impossible à percevoir ». Toute réalité immatérielle — personnage mythologique, animal imaginaire, geste, couleur, nombre — est également susceptible de posséder un ou plusieurs sens symboliques en fonction des connotations dont elle est chargée dans une culture donnée.
Le sens d'un symbole est souvent assez fluide, mais peut cependant être répertorié dans un dictionnaire de symboles — ce qui est impossible avec l'allégorie qui est aussi diverse qu'il y a de discours. En insérant le symbole dans un contexte verbal, l'allégorie a pour effet d'en canaliser les connotations et d'en stabiliser le sens.
Une allégorie est toujours constituée d'une « conjonction de symboles » : un symbole isolé n'est pas une allégorie. Ainsi, le buste de Marianne dans les mairies françaises « symbolise la république et ses vertus : ce n'est pas une allégorie ».
Le langage des symboles s'est particulièrement développé dans l'art médiéval (voir la section ci-dessous « Moyen Âge et Renaissance »).

## Philosophie

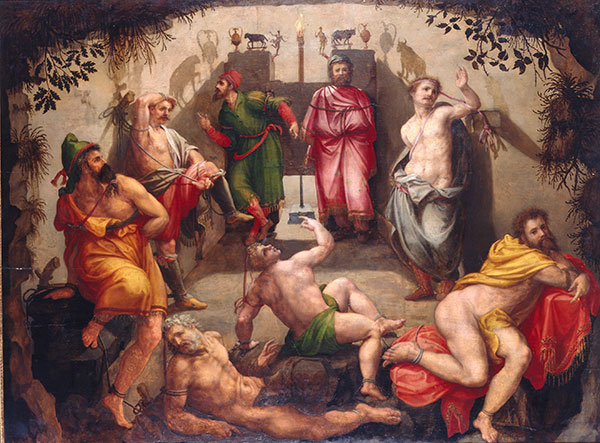
La Grotte de Platon XVIe siècle.
Musée de la Chartreuse, Douai.

Quoique opposé aux fictions poétiques, Platon a eu recours à l'allégorie pour expliquer sa conception du monde, notamment avec la célèbre allégorie de la caverne, au livre VII de la République. Dans ce dialogue, il demande à son auditoire d'imaginer des gens enchaînés dans une caverne, face à un mur sur lequel se projettent les ombres projetées par des personnages passant devant un feu derrière leur dos, à l'entrée de la caverne. L'idée de la réalité que donnent ces ombres aux prisonniers est aussi déformée que l'est la nôtre, mais, tout comme les prisonniers de la caverne, nous refusons de la rejeter. Ainsi, le philosophe se heurte à l'aveuglement des hommes qu'il cherche à éduquer. Henri Morier qualifie cette allégorie de métaphysique, car « elle noue une relation entre le monde sensible et le monde des idées ».
Au IIe siècle, un philosophe explique l'allégorie d'une célèbre peinture présentant un Tableau de la vie humaine dans lequel le chemin de la vie est parsemé d'une foule de personnages : Tromperie, Opinions, Convoitises, Mollesses, Fortune, Intempérance, Débauche… Ce texte sera redécouvert à la Renaissance.
— N’aperçois-tu point près de la porte, reprit-il, une femme qui est belle et d’une tranquille attitude ? D’un âge déjà mûr, elle est vêtue d’une robe simple, sans ornements. Elle ne se tient pas sur une boule de marbre, mais sur une base carrée, immobile et solide. Auprès d’elle sont deux autres femmes, qui paraissent être ses propres filles.

— Sans aucun doute.

— Celle de ces femmes qui est au milieu est Véritable Instruction ; cette autre est Vérité ; l’autre, Persuasion.

— Mais pourquoi la première se tient-elle sur une base ?

— C’est un symbole, répondit-il. Il donne à entendre aux voyageurs qu’est sûre et solide la route qui vers elle conduit, et que les dons qu’elle départ sont un solide acquis pour ceux qui les obtiennent.
Au IIIe siècle av. J.-C., le philosophe stoïcien Chrysippe « a donné le portrait de la Justice, que d’ordinaire les peintres et les rhéteurs anciens représentent, dit-il, à peu près ainsi : taille et traits de jeune fille, air fier et formidable, regard perçant, tristesse noble et digne, aussi éloignée de la bassesse que de l’orgueil ». Aulu Gelle précise :

« Voici comment s’exprime Chrysippe en parlant de la Justice : On la dit vierge, symbole de la pureté ; on dit qu’elle ne parle jamais aux méchants, qu’elle n’écoute ni douces paroles, ni supplications, ni prières, ni flatteries, ni rien de semblable : par conséquent, on la dépeint sombre, le front tendu et contracté, regardant de travers, afin d’effrayer les méchants et de rassurer les bons, montrant à ceux-ci un visage bienveillant, et à ceux-là un visage hostile. »

## Littérature

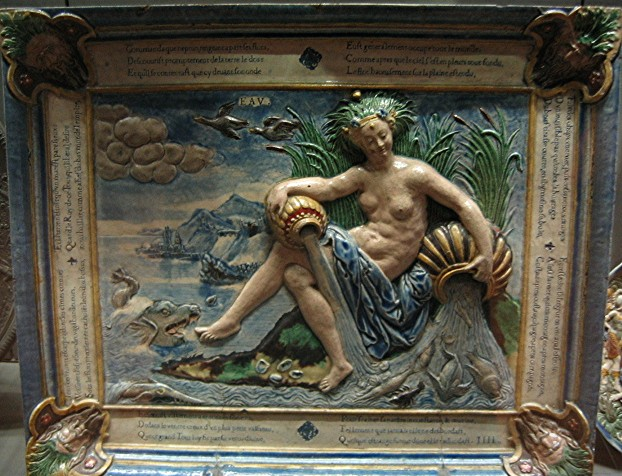
Allégorie de l'eau. Céramique de Bernard Palissy) (1595). Louvre.

Le développement d'un récit sous forme d'allégorie convient particulièrement lorsque l'auteur veut susciter chez le lecteur un travail de questionnement sur le texte afin que la morale et le sens en soient mieux mémorisés.

### Fable
La fable, qui se constitue en tant que genre littéraire avec Ésope (vers VIIe et VIe siècles av. J.-C.), fonctionne essentiellement sur le mode allégorique et vise à illustrer une règle de vie ou une morale au moyen d'une petite histoire — comme le font aussi, sous une forme différente, l’apologue et la parabole. En outre, les animaux se prêtent bien au jeu de l'allégorie car ils sont souvent identifiables à des caractéristiques morales en raison de leur physique, de leur comportement ou des qualités qu'on leur prête. Le chien est considéré comme le symbole de la fidélité tandis que le loup symbolise le côté sauvage et brutal. Ainsi, dans la fable le Loup et l’Agneau de La Fontaine, le récit est une allégorie visant à illustrer l'idée générale annoncée dans les deux premiers vers : « La raison du plus fort est toujours la meilleure ; / nous l’allons montrer tout à l’heure ».

### Littérature apocalyptique

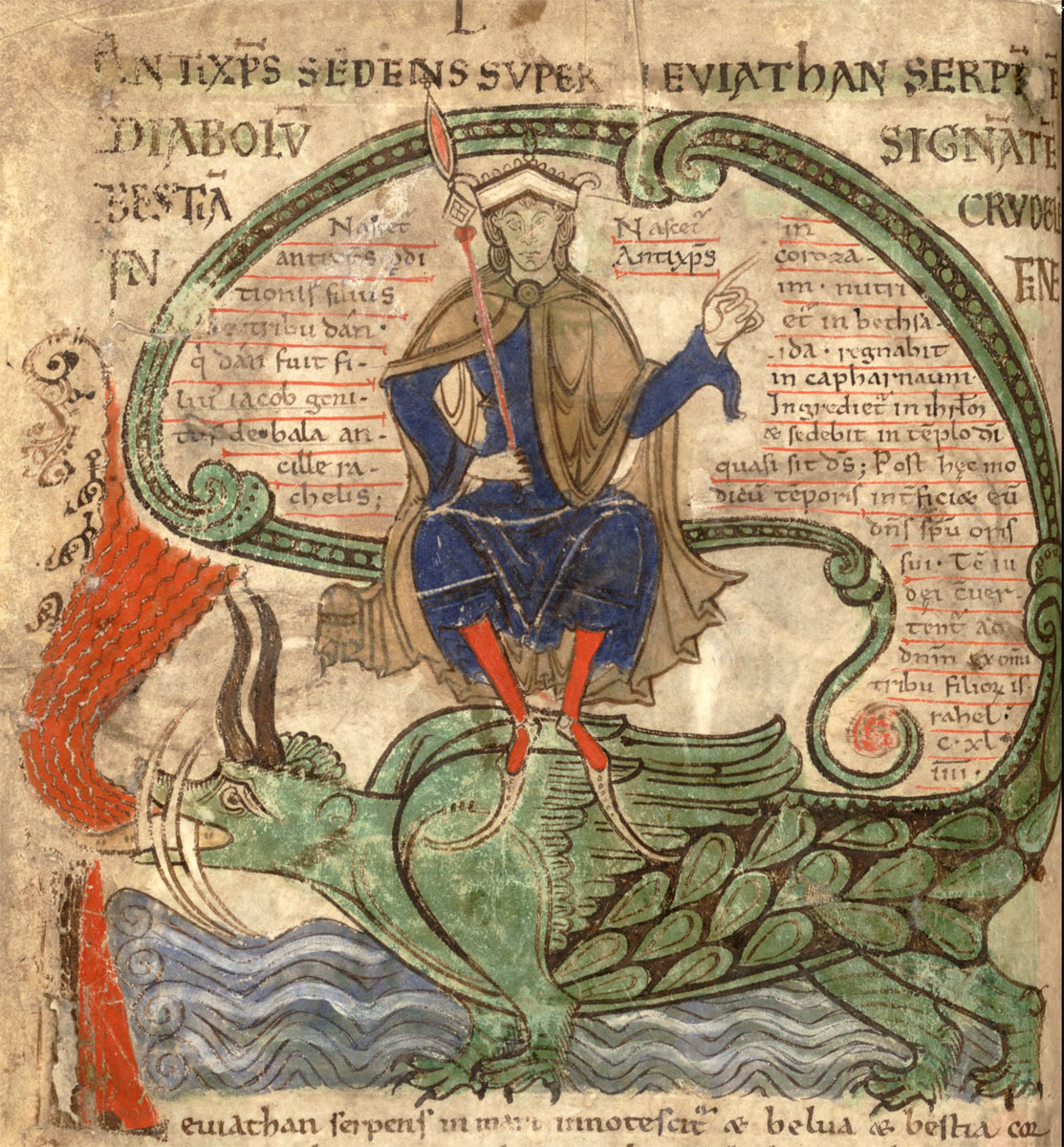
L'Antéchrist assis sur le Léviathan.
Liber floridus (1120)

La littérature juive apocalyptique ou eschatologique fait un usage massif de l'allégorie. Très prisé aussi par les judéo-chrétiens, ce genre s'épanouit du Ier siècle av. J.-C. au Ier siècle. Les récits principaux se trouvent dans les chapitres 7 à 12 du Livre de Daniel, qui forment un ensemble de quatre visions, les chapitres 24 à 27 du livre d'Isaïe, les chapitres 9 et 10 du livre de Zacharie et les chapitres 1 à 14 et 40 à 48 du livre d’Ézéchiel.
Le Quatrième Livre d'Esdras ou Apocalypse d'Esdras est un livre biblique pseudépigraphe attribué au scribe israélite Esdras et écrit au Ier siècle.
L'ouvrage le plus célèbre est sans doute l'Apocalypse de Jean, qui décrit l'arrivée de la fin du monde lors de la venue de l'Antéchrist et l'instauration du royaume de Dieu. Avec son bestiaire fantastique, cet ouvrage inspirera nombre de commentaires et d'illustrateurs dans l'art médiéval (voir ci-dessous « Moyen Âge et Renaissance »).

### Littérature latine
L'allégorie devient très populaire dans la littérature latine du début de notre ère, particulièrement chez Stace et Virgile. Ainsi, dans l'Énéide, Virgile évoque les ombres infernales sous forme d'allégories errantes, le Chagrin, les Remords, la Peur, la Faim, pour finir par la Discorde : « La furieuse Discorde aux cheveux de vipère retenus par des rubans sanglants ».
La littérature chrétienne des premiers temps exploite le procédé de la personnification pour diffuser son message. Ainsi, le poète latin Prudence compose la Psychomachie qui met en scène le combat des vices et des vertus pour la domination de l'âme humaine : « la Foi affronte l’Idolâtrie, la Chasteté lutte contre la Volupté, la Patience triomphe de la Colère, l’Humilité terrasse l’Orgueil, la Tempérance vainc la Luxure ; la Charité, l’Avarice ; et enfin, la Concorde, la Discorde ». Par la suite, Tertullien, dans son ouvrage De Spectaculis, « dépeint les vertus comme autant d’amazones en lutte contre les vices ».
Au Ve siècle, le poète latin Martianus Capella présente dans Noces de Philologie et de Mercure une synthèse des connaissances littéraires et scientifiques à travers une sorte de récit mythologique où les sept arts libéraux sont personnifiés par des femmes : Grammaire, Dialectique, Rhétorique, Géométrie, Arithmétique, Astronomie et Musique.

### Allégorie médiévale
Selon Daniel Poirion, le XIIIe siècle est la grande époque de la littérature allégorique, qui est une façon d'explorer des réalités mystérieuses.
L'allégorie médiévale produit son chef-d’œuvre littéraire avec le Roman de la rose, dans la partie rédigée par Guillaume de Lorris, qui raconte les épreuves par lesquelles un amoureux doit passer pour réussir à pénétrer dans un verger symbolisant la femme aimée. Très influent, ce long poème inspirera nombre de romans médiévaux.
Au siècle suivant, Dante donne dans La Divine Comédie une représentation allégorique de la difficulté de mener une vie vertueuse. Il a pour guide dans l'au-delà le poète latin Virgile, qui lui fait visiter les cercles de l'enfer, le purgatoire et le paradis.

### La préciosité

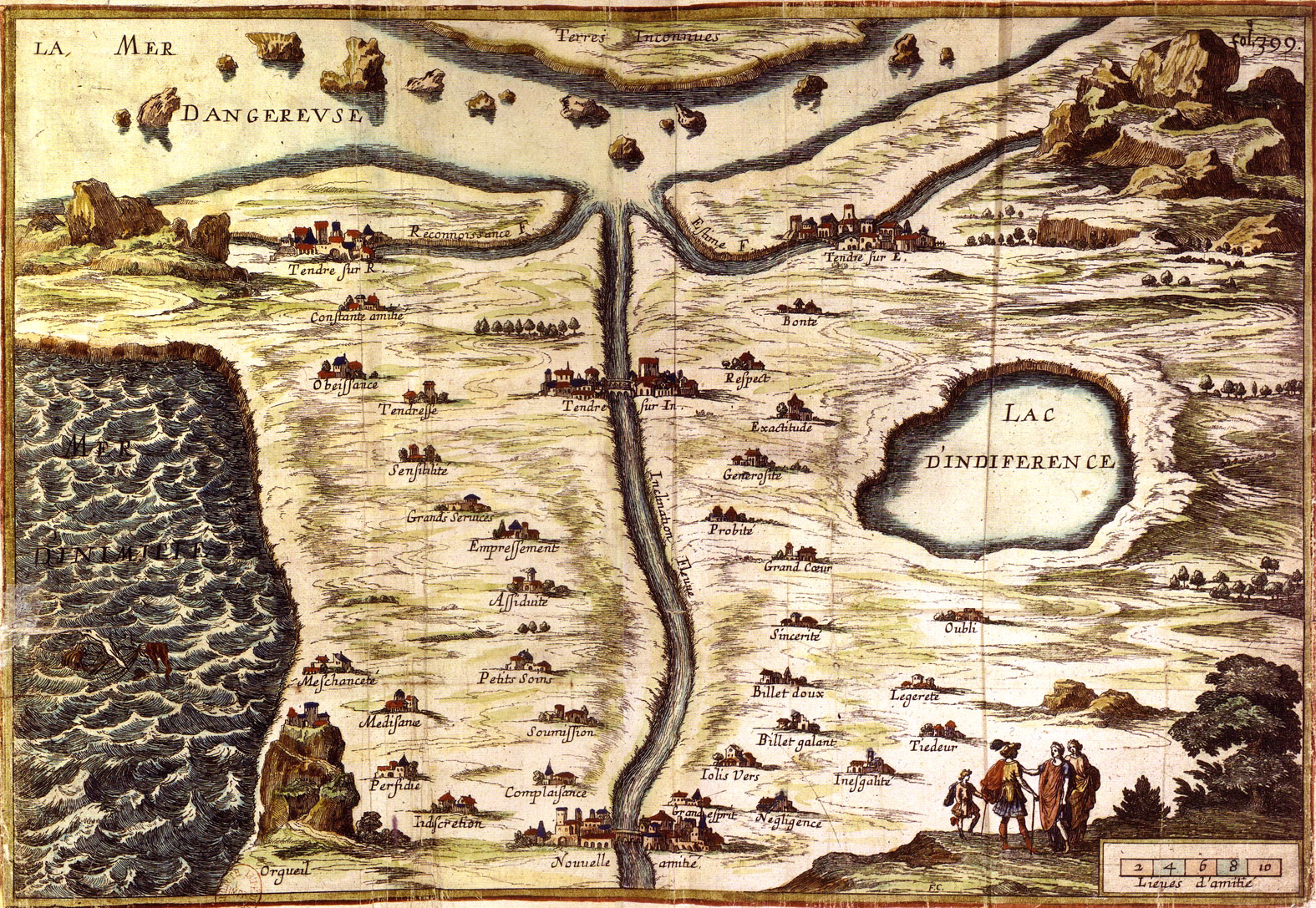
La Carte de Tendre (1654) retrace les différentes étapes de la vie amoureuse.

L'allégorie connaît une vogue nouvelle au milieu du XVIIe siècle, lorsque s'épanouit la préciosité. Dans Clélie, histoire romaine (1654), Madeleine de Scudéry développe la Carte de Tendre, une « allégorie topographique » de la séduction et des rapports amoureux. L'allégorie est devenue un jeu pour se divertir en compagnie. Nombre d'ouvrages mettent en scène des allégories, tel Le Temple de la Paresse de Paul Pellisson (1665). Dans Voyages de l'Isle d'Amour, Paul Tallemant développe une « allégorie simultanément topographique et typologique », où les sentiments sont représentés à la fois par un lieu et le personnage qui y réside.
Comme le note un critique du XVIIe siècle, l'allégorie offre un double plaisir : « celui d’admirer l’adresse, l’esprit et l’artifice de celui qui a fait l’énigme et qui l’a bien développée, et celui de voir que malgré ses voiles et ses ténèbres affectées on en a trouvé le sens ».
Pour Georges Couton, l'allégorie s'est épanouie durant ce siècle parce que « Le monde est intellectuellement explicable, donc stimulant, excitant pour l'imagination. Comment, avec une telle vision du monde, l'allégorie n'aurait-elle pas fleuri, puisqu'elle est l'art de trouver des rapports, et des significations multiples ? ». En même temps, étant devenue pur procédé, l'allégorie sombre facilement dans l'insignifiance, comme en témoignent de nombreux opuscules, tel L'Origine et le Progrès des Rubans; leur défaite par les Princesses Jarretières; et leur Rétablissement en suite, où « des accessoires usuels de la toilette se voient promus, burlesquement, héros d'une épopée parodique ».

### Déclin à l'époque romantique
L'allégorie tombe brutalement en défaveur à partir de l'époque romantique. Dans son ouvrage sur l'esthétique, Hegel résume les critiques qui lui sont faites : « On accuse l'allégorie d'être froide et vide (…) et d'être aussi, au point de vue de l'invention, plus une création de l'entendement que de l'intuition concrète et des profondeurs de la fantaisie ». L'allégorie est dès lors dépréciée au profit du symbole, car celui-ci permet « la réappropriation d'un immense domaine de signifiants et la mise en circulation d'une réserve infinie de production de sens ». Ainsi que le synthétise Alain, « le symbole est aux sentiments ce que l'allégorie est aux pensées ».
Ce mouvement de rejet de l'allégorie connaît toutefois un coup d'arrêt vers la fin du XXe siècle avec Paul de Man qui se pose en adversaire irréductible de l'esthétique symboliste. Son éloge de l'allégorie est sans doute due au fait que celle-ci « est emblématique du travail de lecture et d’interprétation ».

### Époque contemporaine
Dans la littérature contemporaine, George Orwell a développé dans La Ferme des animaux une série d'allégories du régime stalinien. Un lecteur ignorant ou non prévenu peut toutefois lire cette histoire au premier degré sans soupçonner que chacun des animaux impliqués évoque en fait des personnages et événements historiques — ce qui est typique de l'allégorie.
Devant une œuvre énigmatique, un critique peut décider que l'ensemble du récit est une allégorie et se mettre à rechercher le sens caché sous le sens littéral. Parfois, divers auteurs proposent des sens cachés fort différents. Ainsi, le roman d'Edgar Poe, Les Aventures d'Arthur Gordon Pym, a été lu comme « une Odyssée de l'inceste » par Marie Bonaparte, « un des grands livres du cœur humain » par Gaston Bachelard et comme « un voyage au bout de la page » par Jean Ricardou.
Dans un sens élargi, bien des œuvres romanesques peuvent être lues comme de vagues allégories, notamment les romans à thèse et la science-fiction. Ainsi, La Peste de Camus est en fait une allégorie de la condition humaine, tout particulièrement de la montée du fascisme et de la résistance face à l'envahisseur.
Dans la foulée de la fable, la littérature jeunesse recourt fréquemment à l'allégorie pour faire passer un enseignement. Pinocchio est « une allégorie de l'enfant que nous portons tous en nous ». La série des Schtroumpfs n'est sans doute pas une allégorie du communisme, comme certains l'ont cru, mais Le Schtroumpfissime est une allégorie de la montée de la dictature à la faveur des failles de la démocratie représentative.

## Arts plastiques

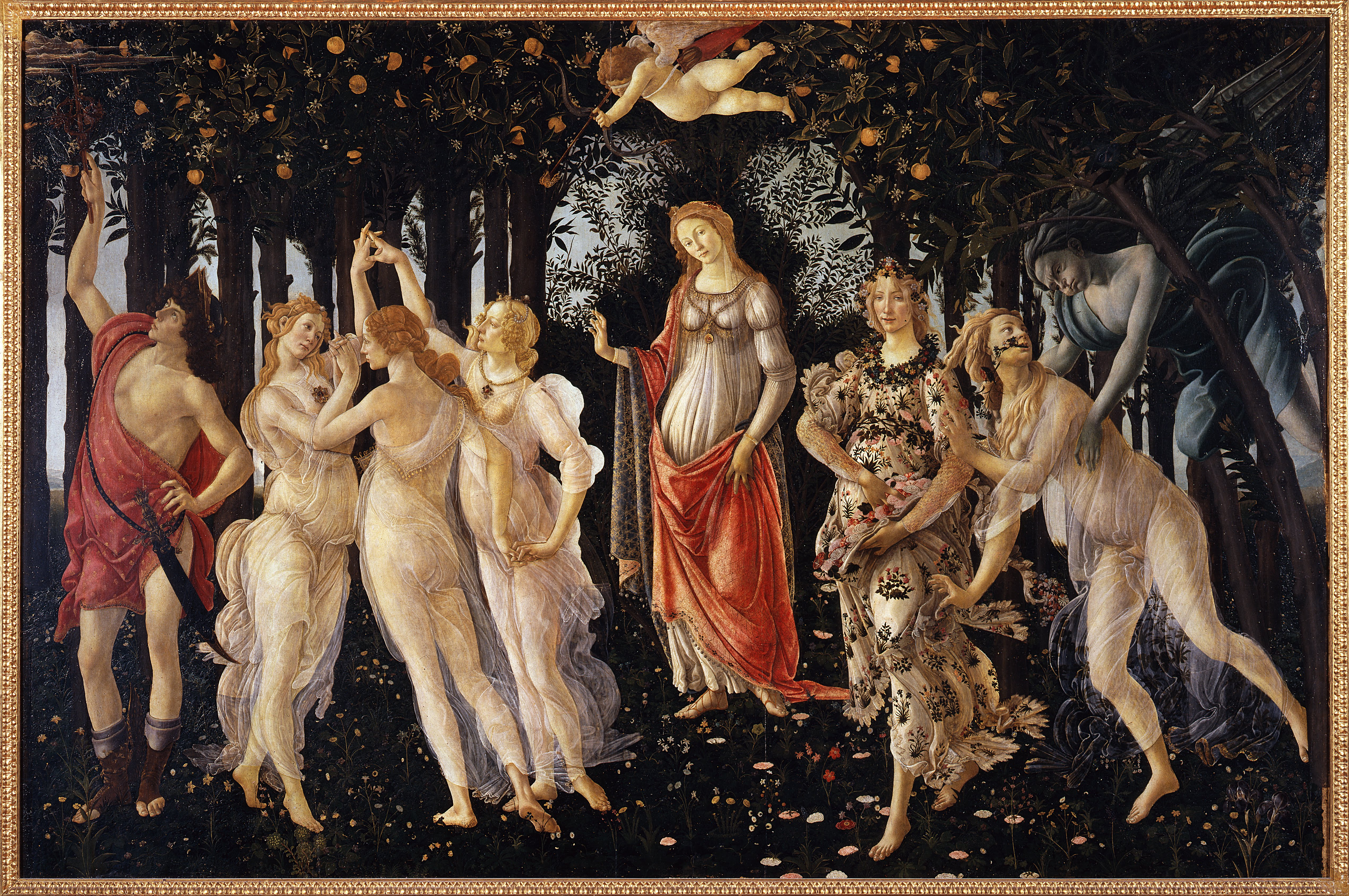
Allégorie du printemps (1480). Sandro Botticelli

Même si la représentation visuelle de personnages allégoriques se pratique depuis l'Antiquité, ce n’est qu’à partir de 1694 que le mot « allégorie » commence à désigner en art une « figure ou composition employée pour figurer une idée ».
L'allégorie visuelle classique repose essentiellement sur la manipulation de symboles et de personnages mythologiques.
Les figures allégoriques comprennent à la fois des attributs rattachés historiquement à un personnage type (la massue d'Hercule, la palme ou l'instrument du supplice pour un saint martyr) ou associés dans le langage courant ou dans la culture à la notion abstraite qu'on veut représenter : le chien pour la fidélité, le sablier pour le temps. Le groupement des personnages, des attributs et des symboles permet une lecture allégorique du tableau.

### Antiquité

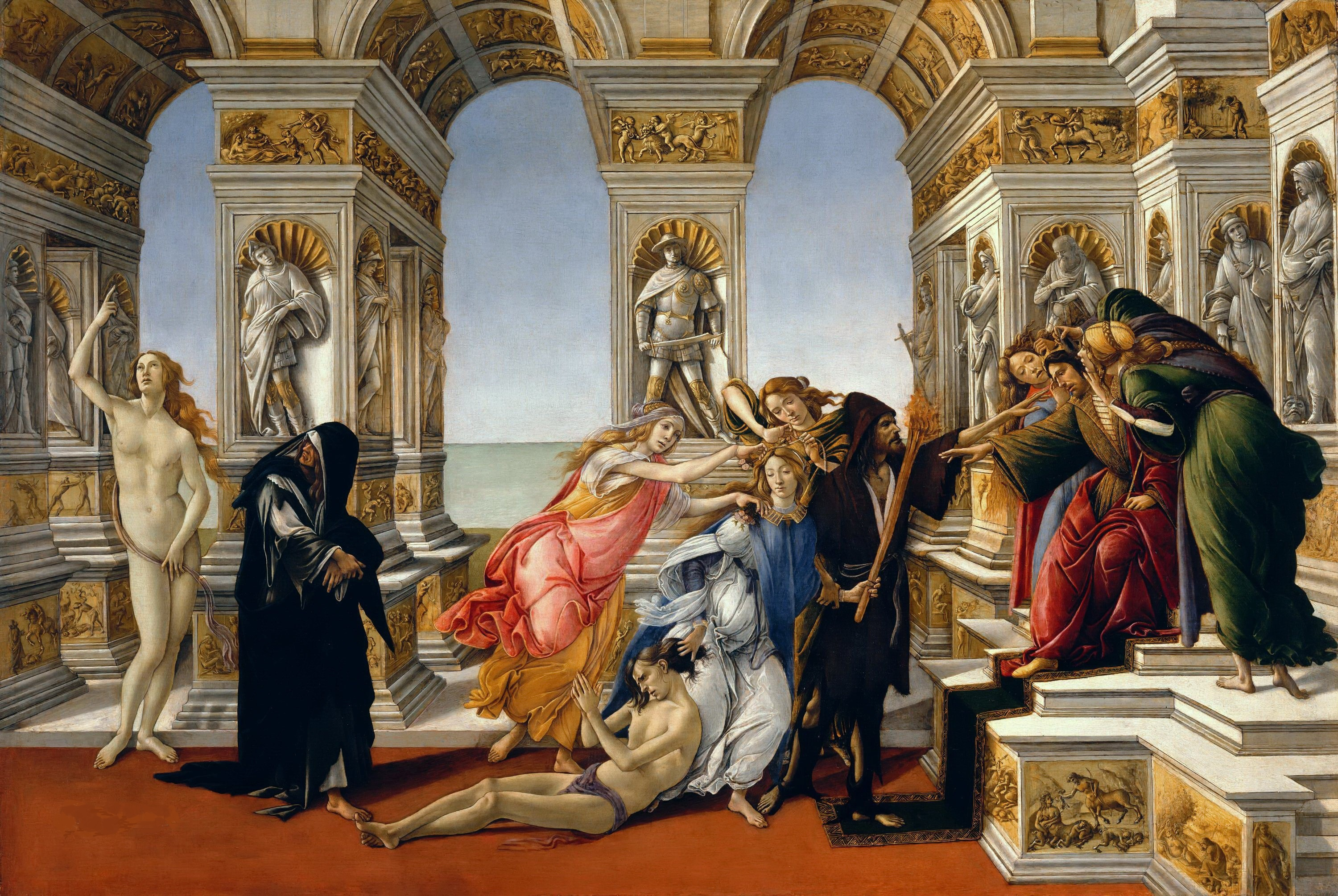
La Calomnie par Botticelli, d'après un tableau du peintre grec Apelle.

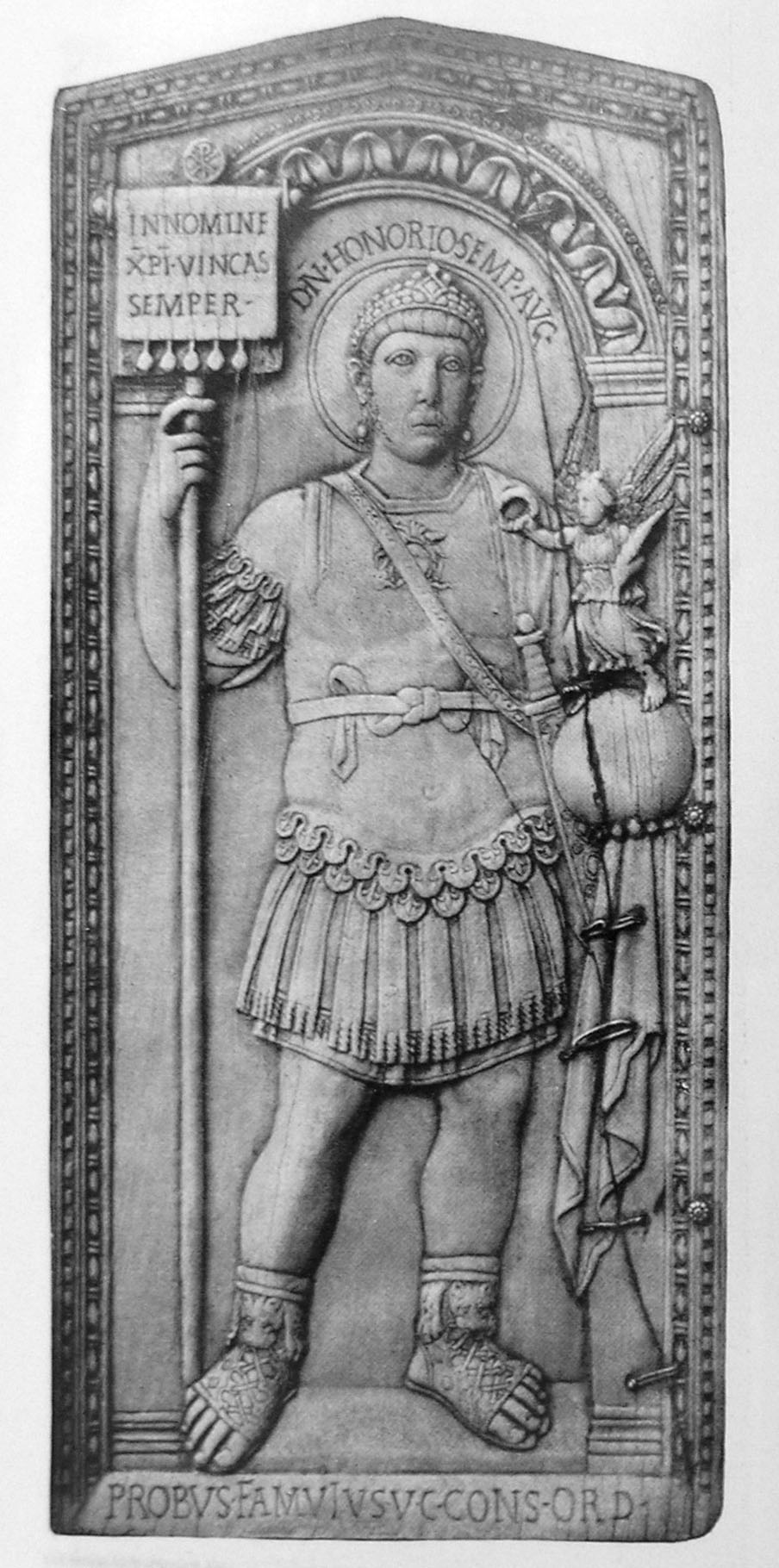
L'empereur Honorius s'est fait représenter avec l'allégorie de la Victoire sur le poignet gauche

Dès l'Antiquité, les peintres et sculpteurs représentaient des idées abstraites sous forme de figures humaines ou animales, ou d'objets symboliques.
Au IVe siècle av. J.-C., le peintre grec Apelle a peint un célèbre tableau représentant la Calomnie, que Botticelli a refait d'après la description qu'en avait donnée Lucien de Samosate. Cette scène ne compte pas moins de huit personnages allégoriques : la Vérité, le Remords et, tirant un homme à terre, la Calomnie — coiffée par la Séduction et la Fourberie — que mène la Haine vers la tribune où un juge est assailli par le Soupçon et la Duperie. Ce serait la première peinture allégorique connue.
Les personnages mythologiques sont souvent utilisés pour représenter des notions complexes. L'allégorie de la victoire représente la déesse Niké avec des ailes — évoquant la rapidité et peut-être aussi l'élévation au-dessus des autres —, tenant dans la main gauche une couronne de laurier pour le vainqueur et dans la droite une palme — attribut symbolique encore présent de nos jours dans la palme d'or remise au meilleur film.
Les riches maisons romaines étaient décorées de fresques et de mosaïques représentant le plus souvent des scènes mythologiques. Ces illustrations « semblent avoir eu pour but bien moins d'inspirer des pensées religieuses que de flatter les passions par des allégories très diaphanes ».
La religion chrétienne, dès ses débuts, fait un recours massif aux symboles, notamment celui du poisson — dont le nom grec Ichthus est l'acronyme d'une déclaration de foi —, ainsi qu'aux images allégoriques, tel l'agneau pascal. Toutefois, cette profusion allégorique devient telle que le concile Quinisexte tenu à Constantinople en 692 recommande que le Christ soit représenté sous sa forme humaine plutôt que par un animal,.

### Moyen Âge et Renaissance
Après ce concile, « l'emploi des figures allégoriques ne se ralentit un instant que pour prendre ensuite un développement plus complet. » L'allégorie est en effet omniprésente au Moyen Âge, tant dans l'art roman que dans l'art gothique. Elle inspire les sculptures des églises, les retables, les vitraux, les mosaïques, les miniatures des livres d'heures, des psautiers et des encyclopédies.
Les symboles sont à cette époque « des sortes d'hiéroglyphes dont il fallait avoir le secret ». C'est ainsi que chacun des quatre Évangélistes est identifié par un livre au format codex et un animal symbolique : un ange pour Matthieu, un lion pour Marc, un taureau pour Luc et un aigle pour Jean, lequel est aussi symbolisé par un calice avec un serpent dans une main et une palme dans l'autre. De même, « Chaque saint était caractérisé par un ou plusieurs objets : Agnès par un agneau, Roch par un chien, Pierre par une clef, Jérôme par un livre et un lion. Pour les martyrs, c’est très souvent l’instrument de leur supplice, ou bien la partie suppliciée ». Parmi les attributs des martyrs, citons notamment un gril pour saint Laurent et une roue de supplice ainsi qu'une épée pour sainte Catherine : en plus de permettre l'identification, ces symboles sont un moyen de « condenser un ensemble de données relatives à la légende d’un saint en une seule image synthétique propre à susciter la piété de ceux qui la contemplaient ».
Les symboles sont aussi empruntés aux minéraux, aux fleurs et aux arbres. Ainsi, l'auteur du Liber floridus (1120), vaste ouvrage encyclopédique, représente chacune des huit Béatitudes par un arbre : cèdre du Liban, cyprès, palmier, rosier, olivier, platane, térébinthe, vigne.
Une autre encyclopédie de cette époque, l'Hortus deliciarum, contient quelque 9 000 images allégoriques, qui en constituent la matière principale et sont destinées à être décodées en premier, tandis que le texte n'intervient qu'à titre de complément. Ces équivalences symboliques invitent le lecteur à trouver une adéquation entre deux ordres de réalité très éloignés l'un de l'autre, caractéristique de l'allégorie. Ainsi, dans l'image intitulée « L'échelle des vertus », des personnages engagés dans la montée tombent pour divers motifs sous les flèches des démons : un laïc tout au bas de l'échelle échoue parce qu'il ne pratique pas la vie contemplative ; une nonne parce qu'elle se laisse séduire par un cadeau que lui offre un prêtre ; un prêtre parce qu'il ne peut pas résister à la viande, au vin et aux femmes ; un moine parce qu'il aime trop son lit ; un ermite parce qu'il pense à son jardin plutôt qu'à la contemplation. Seule une vierge arrive en haut de l'échelle et reçoit en récompense la vertu de charité qui comprend toutes les autres vertus et à laquelle les nonnes devraient viser.
L'allégorie sert aussi à traiter des sujets moraux, surtout dans la représentation des Vices et des Vertus, par exemple la Justice avec son glaive et sa balance, représentations qui connaîtront une longue popularité. Un traité de droit du XIIe siècle, Questiones de juris subtilitatibus, décrit une vision du « Temple de Justice, où Justitia est entourée de ses six filles, les vertus civiques : Religio (religion), Pietas (piété), Gratia (gratitude), Vindicatio (réclamation), Observantia (déférence) et Veritas (vérité). Au-dessus d’elle Ratio (raison) veille et, dans ses bras, Æquitas (équité) s’applique à maintenir les plateaux de la balance en équilibre ».
Pour représenter l'envie, Giotto intègre des traits empruntés aux locutions imagées, qui sont elles-mêmes des allégories condensées : l'Envie est figurée par une vieille femme qui brûle d'envie et dont la langue démesurée se replie comme une langue de vipère ; ses oreilles énormes dénotent l'attention qu'elle porte aux commérages. L'inscription du sujet en haut du tableau (en latin Invidia) garantit une interprétation univoque.
L'Allégorie de la chasteté de Memling (1480) présente une jeune femme dont le bas du corps est enserré dans une améthyste géante. Or, selon le Dictionnaire des symboles, l'améthyste est « une pierre de tempérance […] le symbole de l'humilité, parce qu'elle est de la couleur de la violette ». Comme cette couleur est aussi celle du vêtement, ces qualités de tempérance et d'humilité sont, par métonymie, celles de la femme. Deux lions qui montent la garde au bas du rocher lui servent de chevaliers servants comme l'indique l'écu qu'ils portent sur le dos. Pour ajouter à la collection de symboles convergents, une source d'eau pure jaillit du rocher, symbole de vie éternelle.
L'intention morale est intégrée à un univers fantastique chez Jérôme Bosch, qui peint une humanité corrompue dans Les Sept Péchés capitaux (1475-1480), La Nef des fous (1490-1500, Le Chariot de foin (1500) et surtout le triptyque du Jardin des délices (1503-1504).

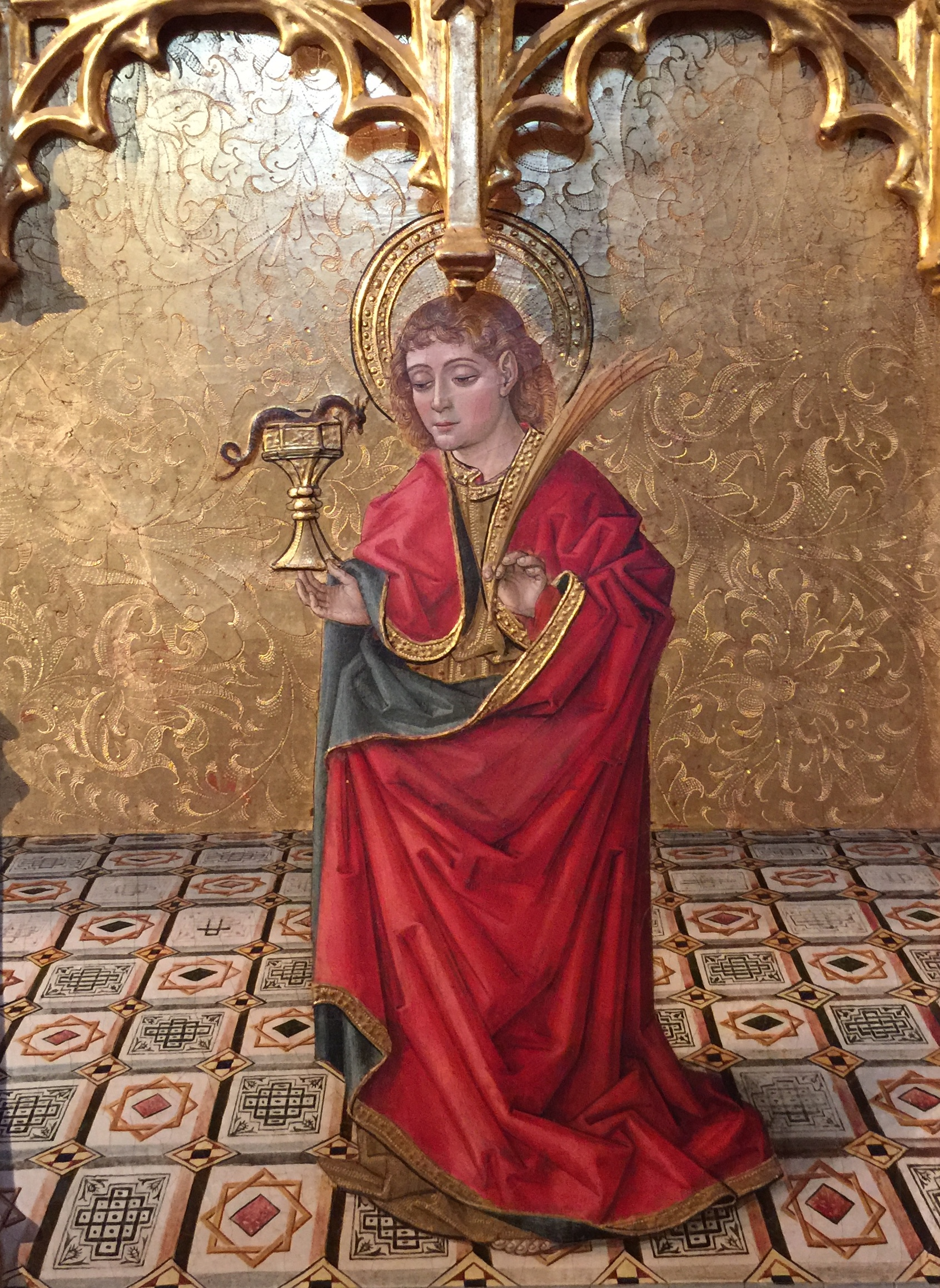
Symboles de Jean (XVe siècle)
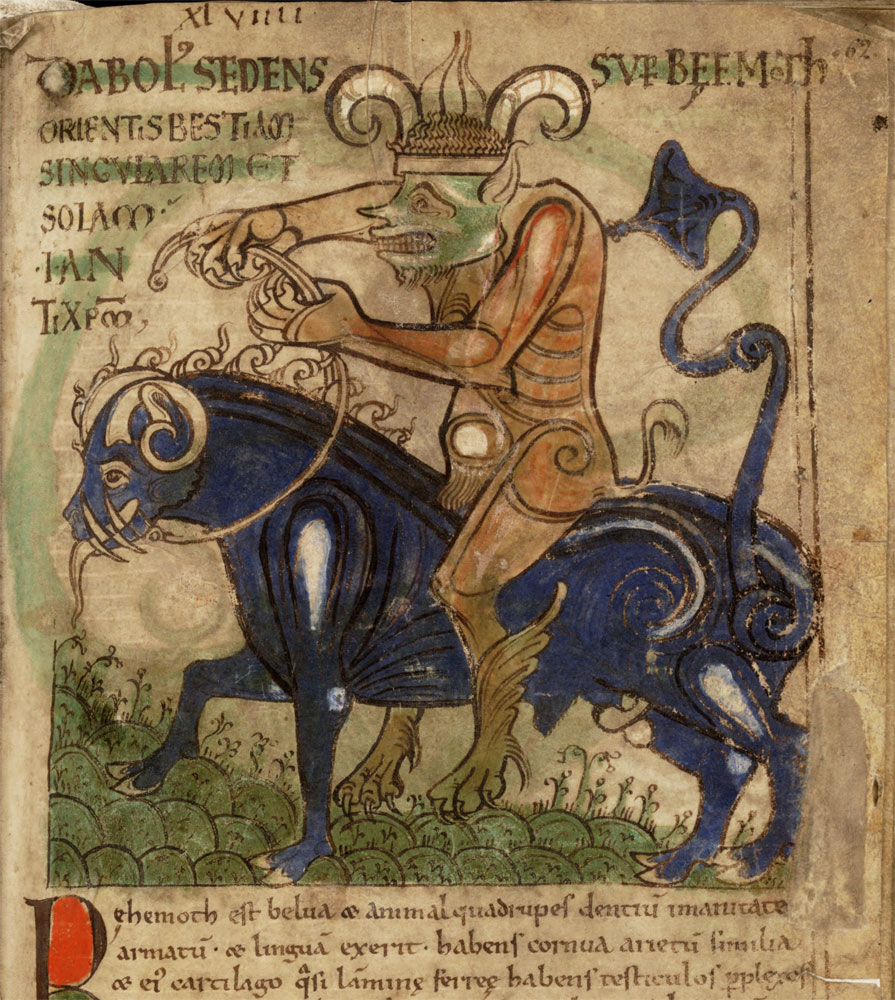
Le diable. Liber floridus (1120)
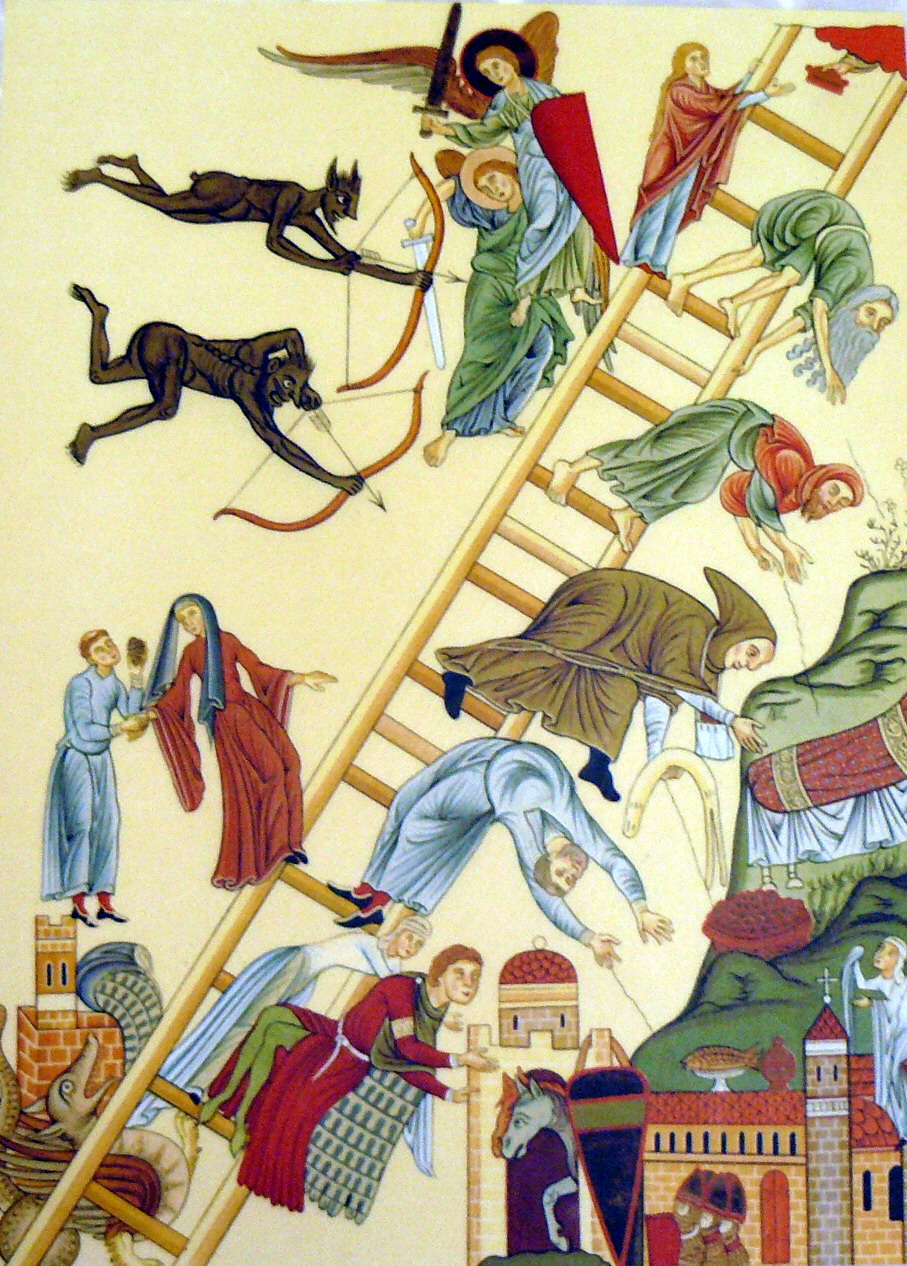
Allégorie de « L'échelle des vertus ». Hortus deliciarum (1160)
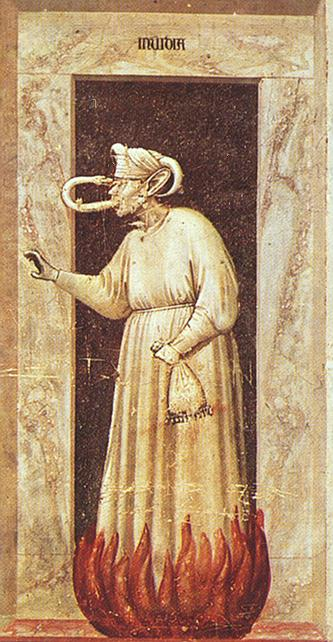
L'Envie Giotto (1305)
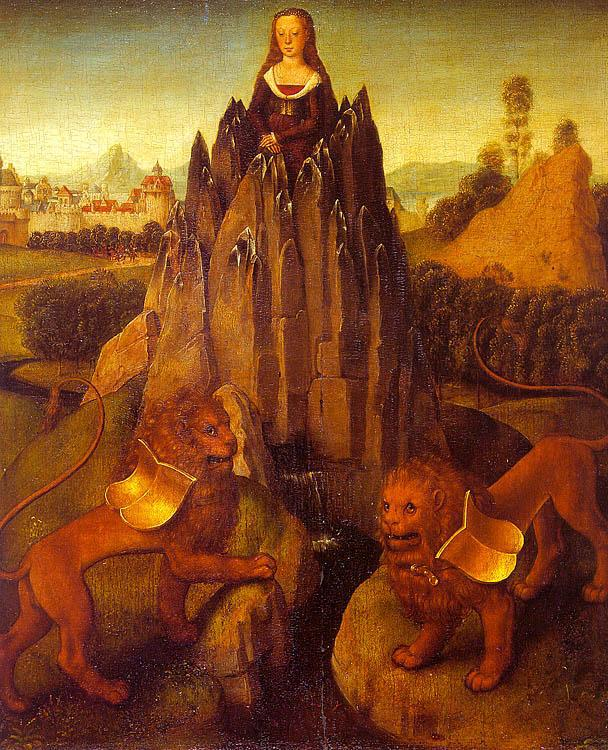
Allégorie de la Chasteté Hans Memling (1480)

### XVIesiècle
L’allégorie s'épanouit au cours de ces deux siècles, qui marquent l'âge d’or de la peinture. « Placée au sommet de la hiérarchie des genres, l’allégorie a pour dessein de vanter les vertus des Grands, du Souverain comme des Princes. De leur rappeler leurs devoirs également. »
Entre 1508 et 1512, Michel-Ange illustre sur le Plafond de la chapelle Sixtine les grands moments de l'histoire humaine, depuis la création jusqu'au Jugement dernier, en y intégrant les sibylles et les prophètes.
Le développement de l'imprimerie ouvre de nouveaux horizons à l'expression allégorique. S'inspirant des hiéroglyphes égyptiens alors mal compris, Francesco Colonna popularise dans Hypnerotomachia Poliphili (1499) un langage imagé « symbolique en se fondant sur des exemples antiques, littéraires, inscriptionnels et numismatiques ».
Albrecht Dürer réalise nombre de gravures allégoriques, dont les plus célèbres sont Le chevalier, la mort et le diable (1513), Melencolia (1514) et Saint Jérôme dans sa cellule.
Le succès extraordinaire de l'ouvrage Emblemata (1534) d'André Alciat inspire de nombreux livres d'emblèmes, chaque emblème consistant en un titre, une image, et un texte en vers pouvant servir de devise. Le procédé de la devise, qui est d'abord une façon pour les princes et les lettrés de se distinguer, s'étend à des marques d'imprimeur pour finalement illustrer de façon allégorique des concepts philosophiques ou moraux. Le sujet suscite tellement d'intérêt que des auteurs en constituent des recueils spécialisés : emblèmes moraux, emblèmes d'amour, emblèmes militaires ou religieux.
Arcimboldo (1527-1593) renouvelle le genre de l'allégorie au moyen d'analogies visuelles dans ses têtes composées représentant les saisons, les quatre éléments ou des métiers.
Pieter Brueghel l'Ancien illustre de façon allégorique Le Combat de Carnaval et Carême (1559). Il évoque une centaine de proverbes dans Les Proverbes flamands (1559), où l'allégorie se transforme en énigme en raison du décalage linguistique et culturel.
La tentative de codification d'un langage imagé symbolique culmine avec la publication d'Iconologia (1593) par Cesare Ripa. Il s'agit d'un recueil de « personnifications allégoriques construites comme dans les traités d'ars memoriae et se proposant de transformer en images signifiantes des concepts et des idées abstraites » : concepts d'ordre moral ou réalités physiques et sociales de toute sorte. L'ouvrage connaîtra plusieurs éditions et sera illustré de plusieurs centaines d'illustrations. Il influencera les artistes dans toute l'Europe, mais particulièrement en Italie et en France, et sera utilisé jusqu'au milieu du XIXe siècle.

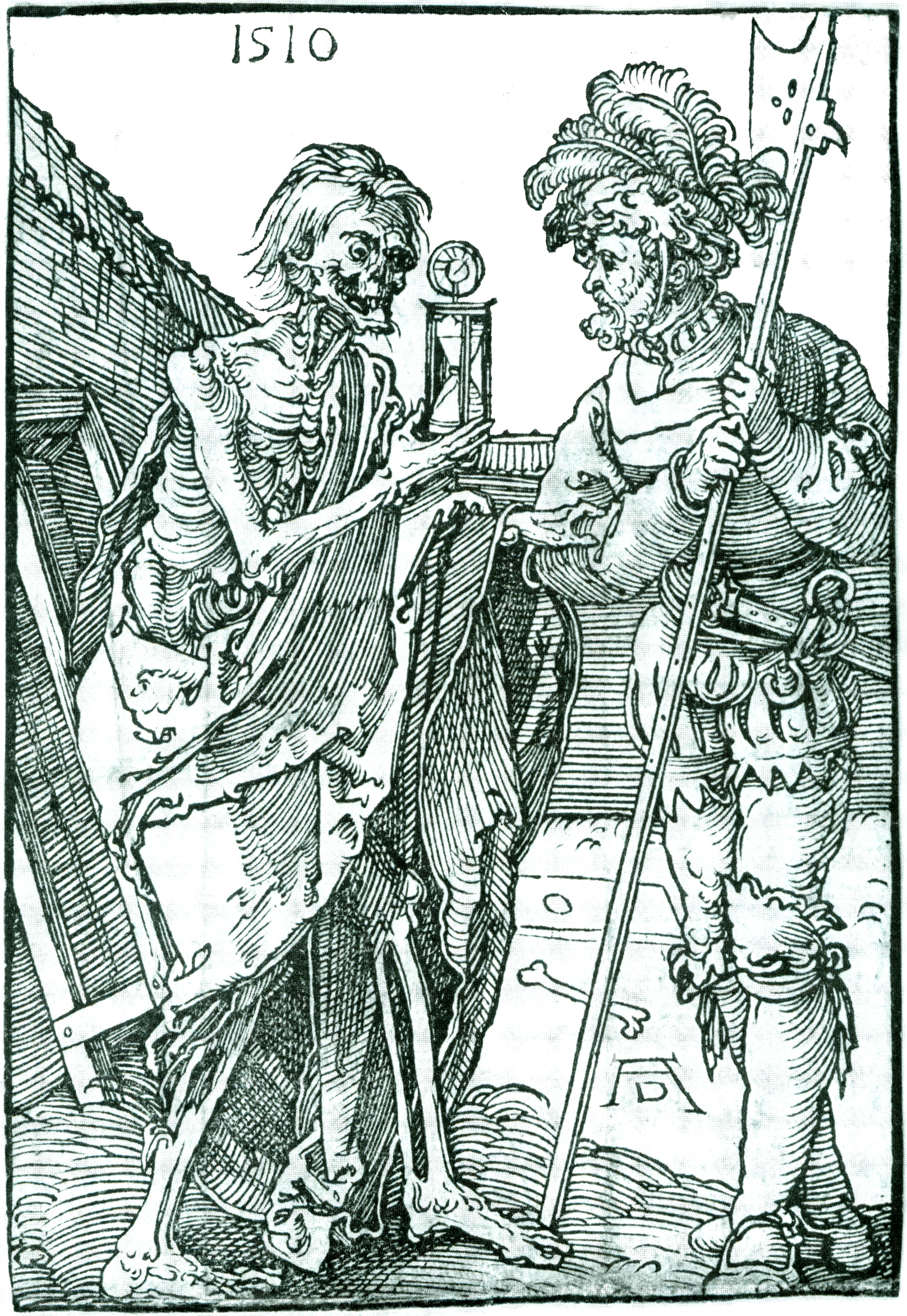
La mort et le lansquenet Dürer (1510)
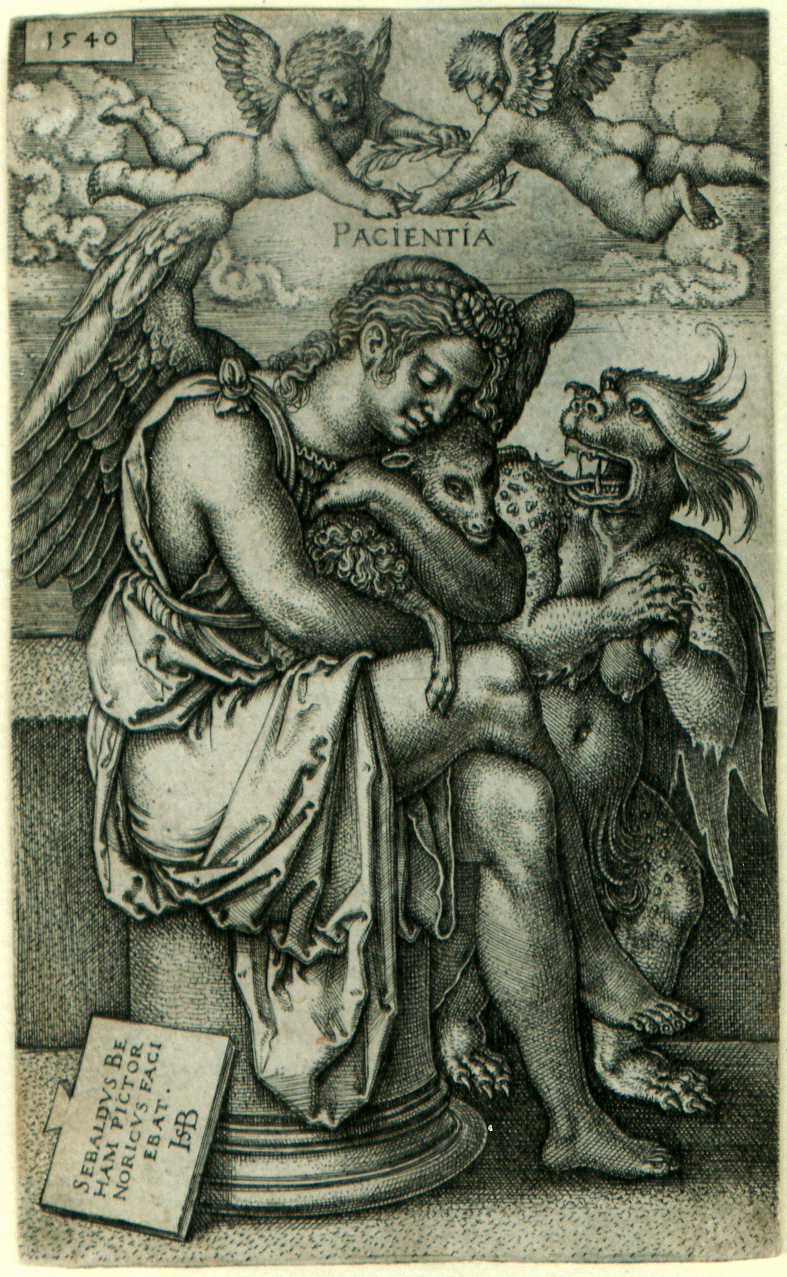
Allégorie de la Patience Hans Beham (1540)
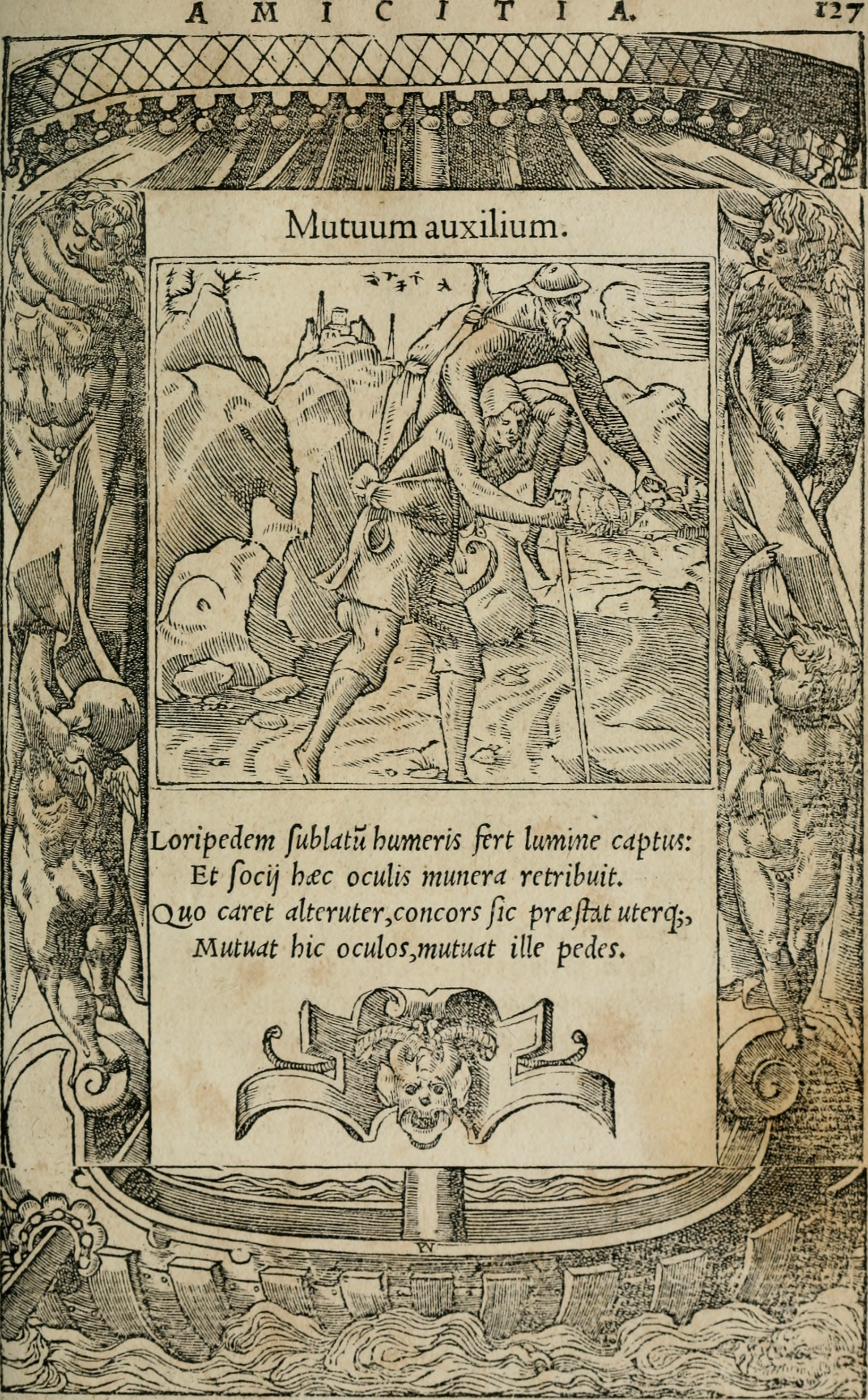
Assistance mutuelle Emblème par Alciat (1548)
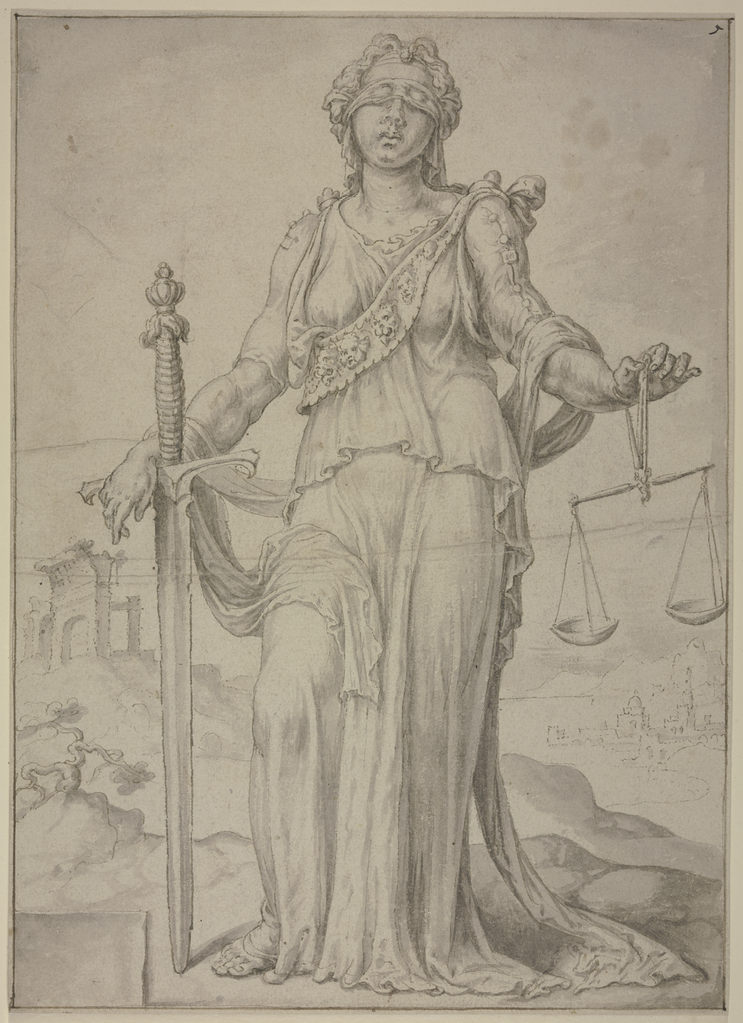
Allégorie de la Justice van Heemskerck (1556)
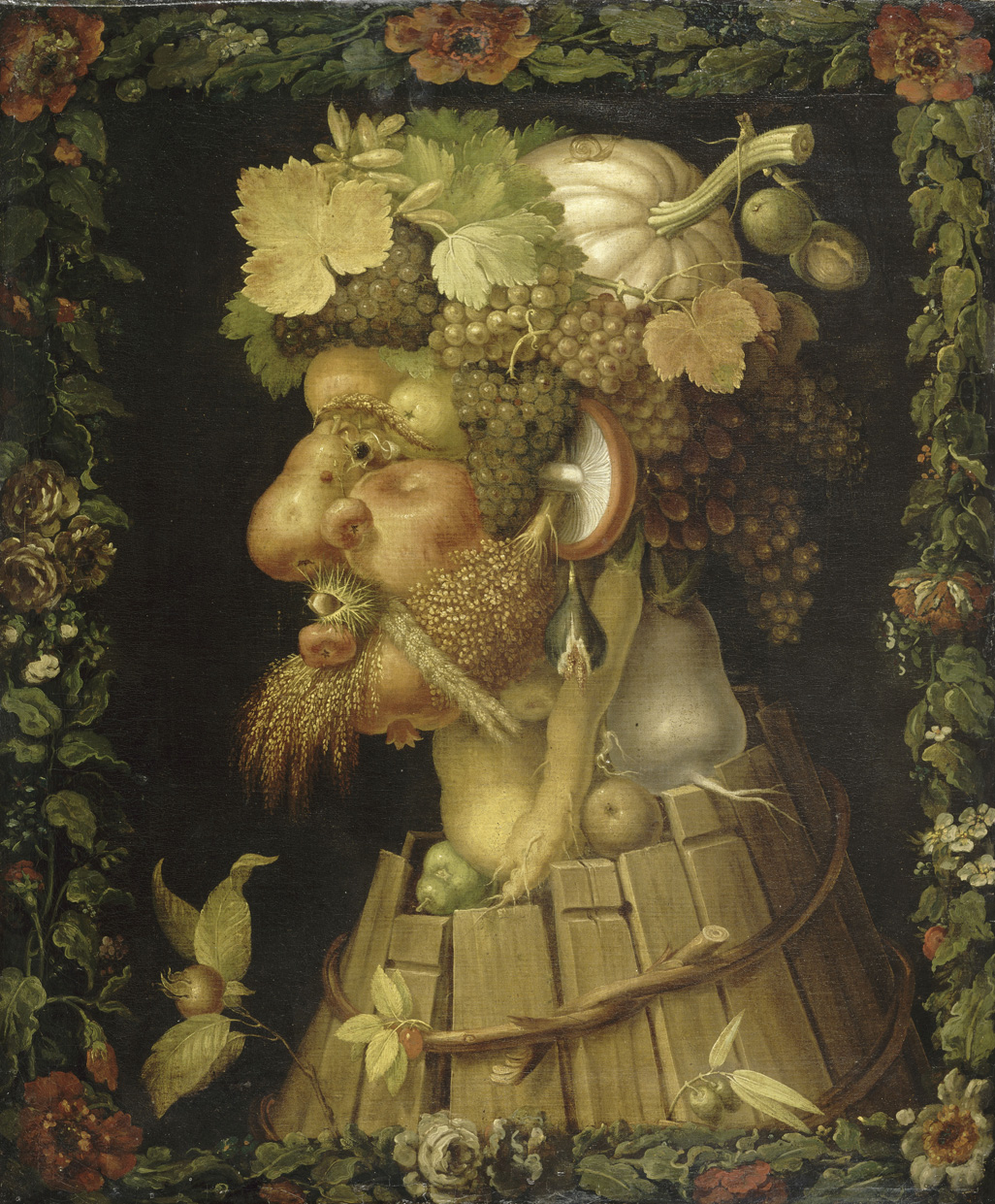
L'Automne Arcimboldo (1573)

### XVIIesiècle

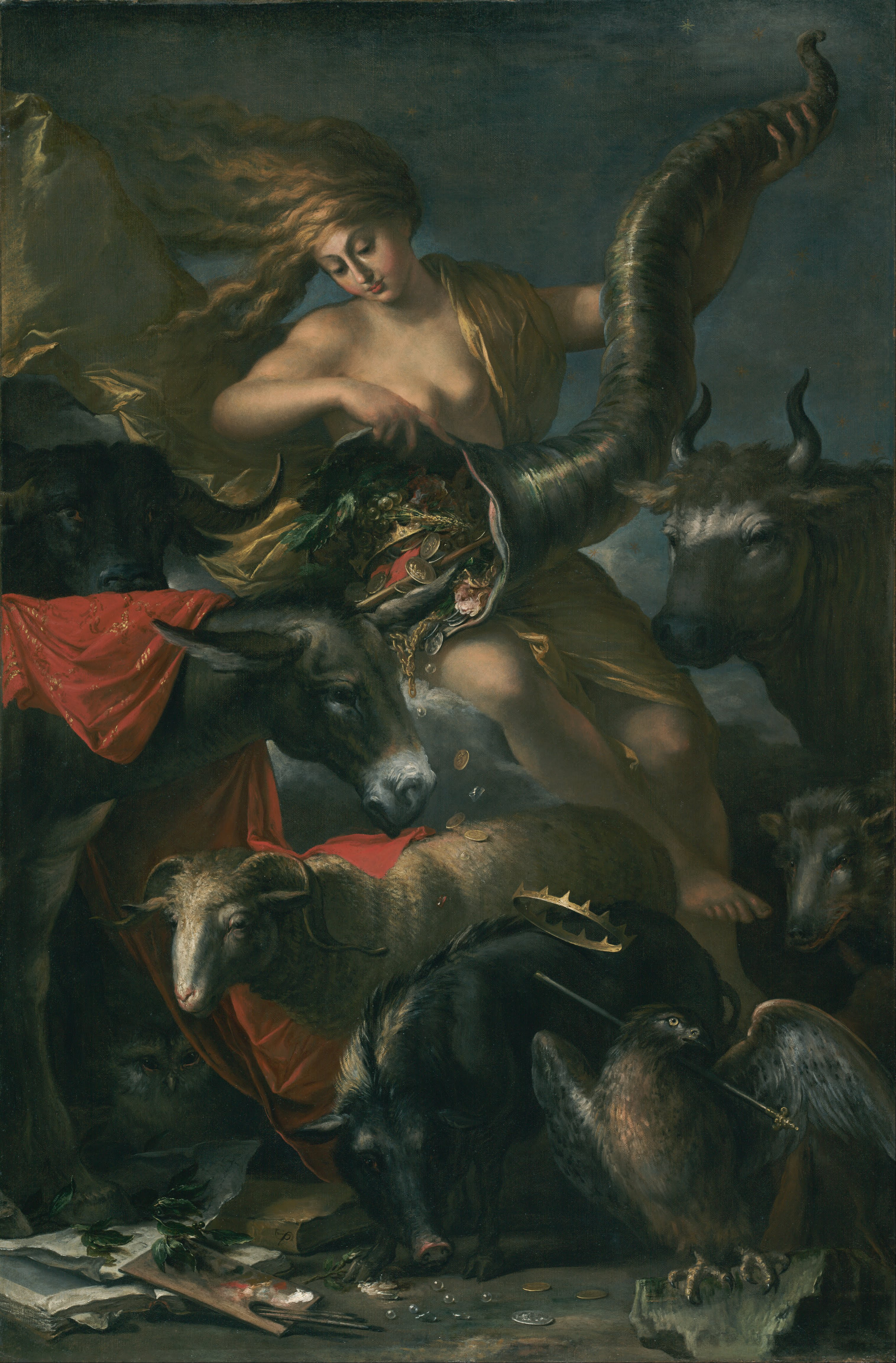
Allégorie de la Fortune (1659) Salvator Rosa.

La mythologie redevient populaire à partir de la Renaissance et reste vivante jusqu'au XIXe siècle. Nombre de peintres y cherchent les thèmes de leurs tableaux et utilisent le voile de l'allégorie pour émettre un message de type moral ou politique, ce qui ne va pas toujours sans conséquences pour l'auteur. Ainsi, dans l'allégorie de la Fortune, la déesse de la chance déverse la corne d'abondance, tandis qu'un âne vêtu du manteau rouge, symbolisant le pape, jette de l'ombre sur le hibou, symbole de sagesse. Une rose évoque le nom de l'artiste, Salvator Rosa, ainsi qu'une palette et un livre qui porte ses initiales.
Pierre-Paul Rubens réalise de nombreux tableaux allégoriques, notamment pour le Cycle de Marie de Médicis où il peint la Reine Mère entouré de dieux antiques et parfois même divinisée. Ses allégories les plus connues sont Les bénédictions de la paix (1629) et celle des Conséquences de la guerre, réalisée en 1638, alors que la guerre de Trente Ans continuait de ravager l'Europe.
Souvent, la référence mythologique dans un tableau n'est qu'une antonomase pour faire le portrait d'une femme aimée sous les traits qui la mettent le mieux en valeur — Vénus, Vierge à l'enfant, Diane chasseresse, Madeleine pénitente —, ou pour exposer les hauts faits d'armes d'un roi sous les traits du dieu Mars ou encore pour évoquer un épisode de la vie sociale. Tout en reposant sur un langage codé, les tableaux allégoriques comportent souvent aussi des éléments qui relèvent du songe ou de la vision, comme le signale Marc Fumaroli pour qui « le mouvement premier de l’allégorie est le rêve qui fait voir la réalité ».
Dans l'esprit des grandes découvertes, l'allégorie géographique inspire la personnification de fleuves, telle la Fontaine des Quatre-Fleuves. Pierre-Paul Rubens représente les quatre continents accompagnés de leurs quatre grands fleuves. En 1685, Andrea Pozzo peint sur la coupole de la nef de l'Église Saint-Ignace de Rome une gigantesque fresque représentant l’apothéose d’Ignace de Loyola et une allégorie de l’œuvre missionnaire des Jésuites sur les quatre continents.
Les frontispices des livres offrent parfois de savantes compositions allégoriques visant à en résumer les principales idées, comme c'est le cas par exemple pour le Mundus symbolicus de Filippo Picinelli ou pour Léviathan (1651), dont le frontispice représente le corps de l'État-Léviathan formé par la masse des individus qui le composent et installé sur les divers attributs d'un État moderne, tel que l'envisage Thomas Hobbes.

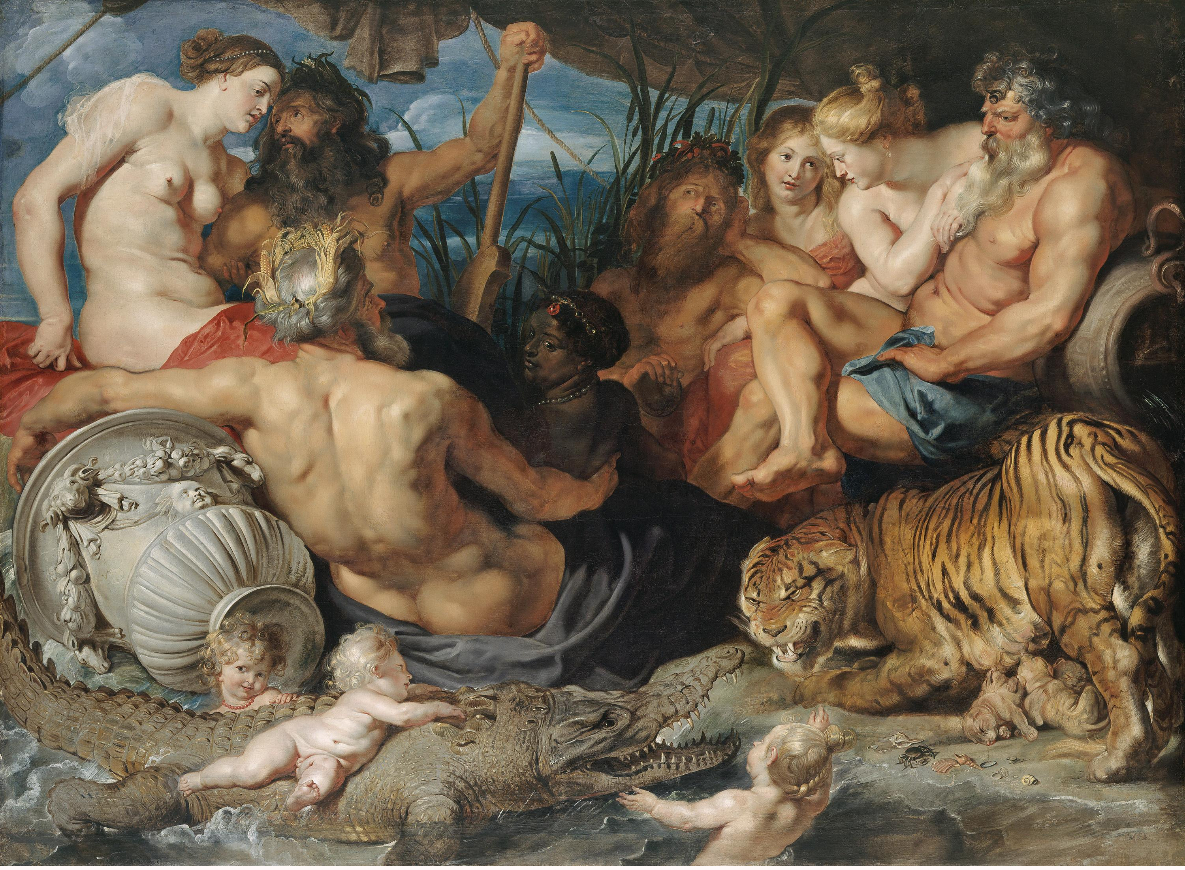
Les Quatre Continents Pierre-Paul Rubens (1615)
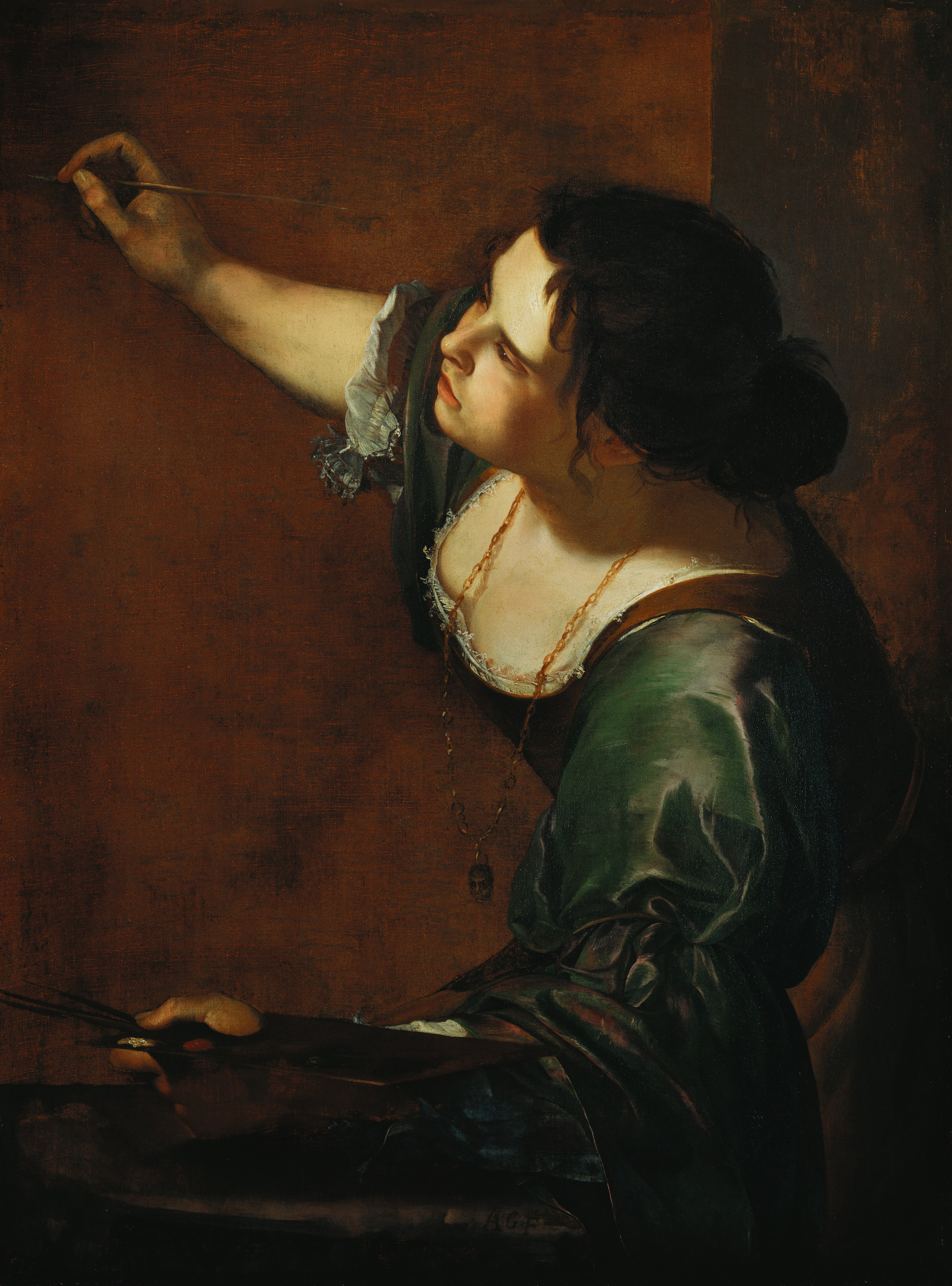
Autoportrait en allégorie de la peinture Artemisia Gentileschi (1638)
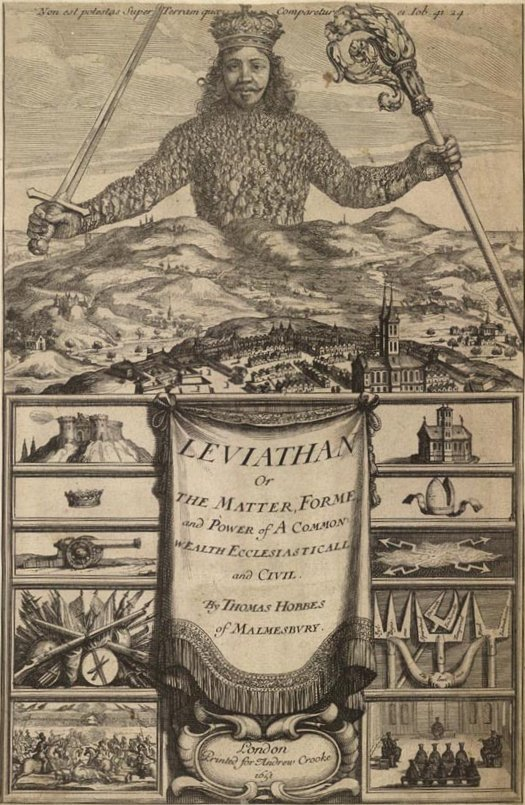
Allégorie de l'État. Page frontispice de Léviathan (1651)
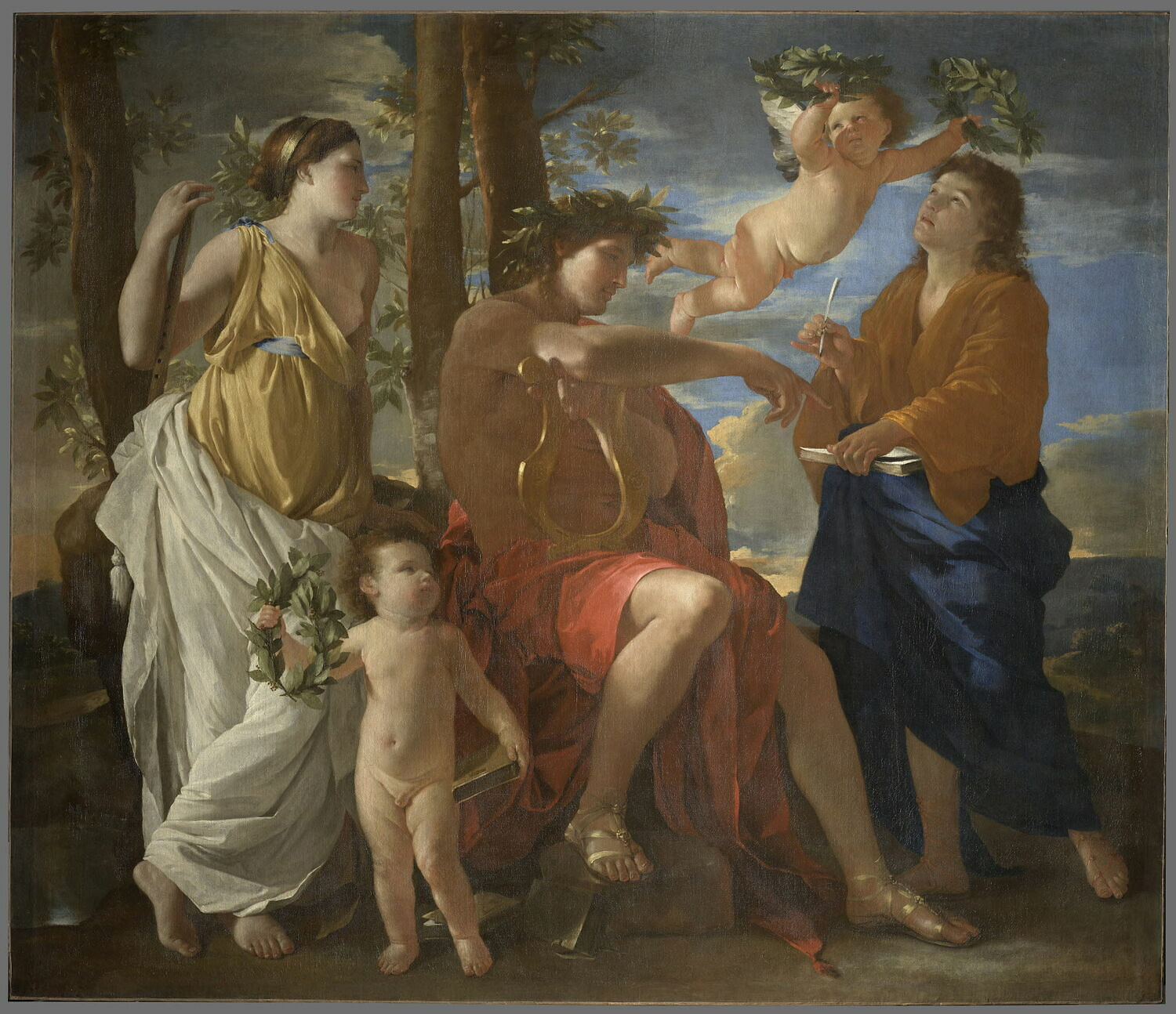
L'Inspiration du poète Nicolas Poussin(1629-1630)

### Déclin et transformation

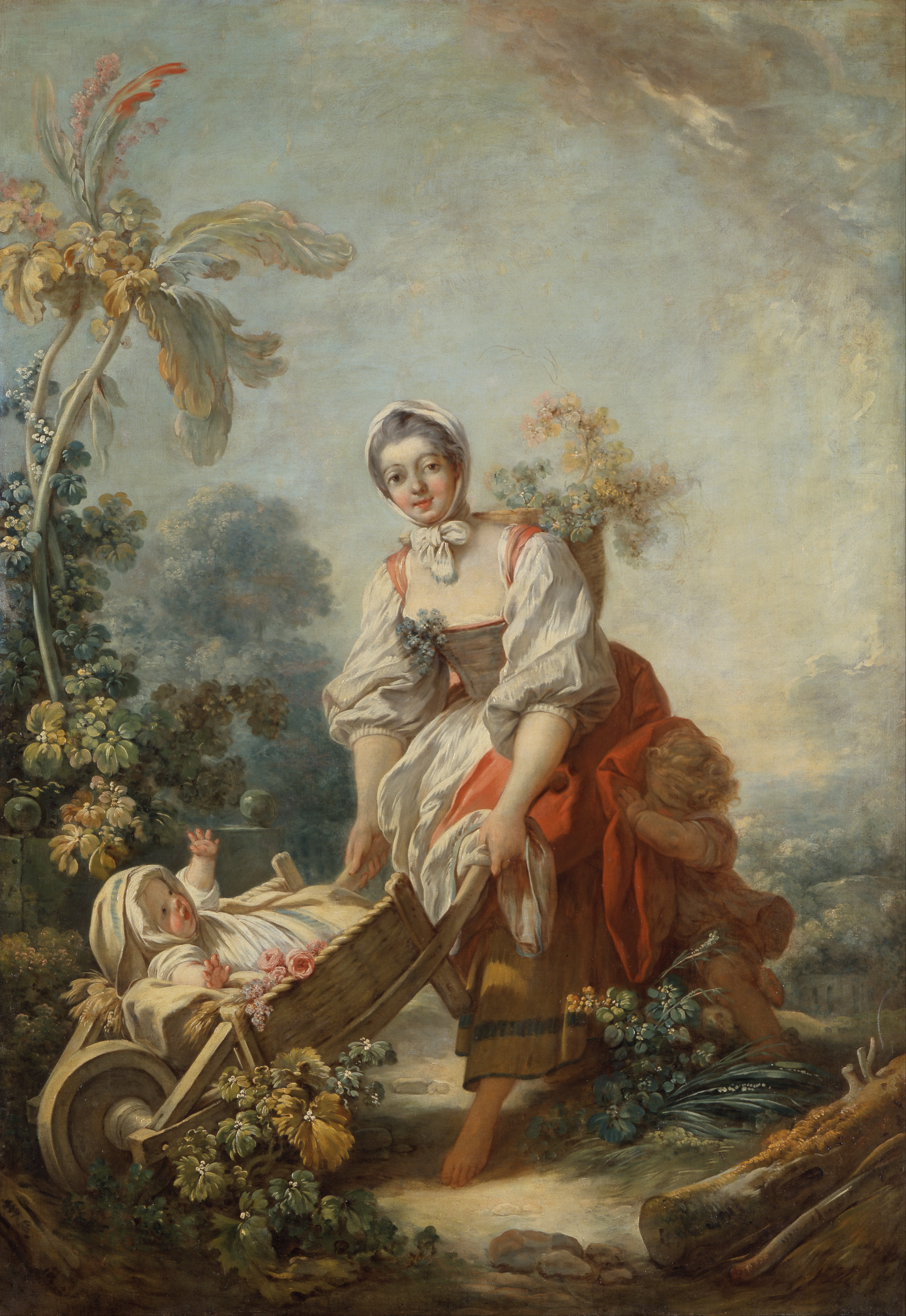
Les joies de la maternité, Fragonard (1754)

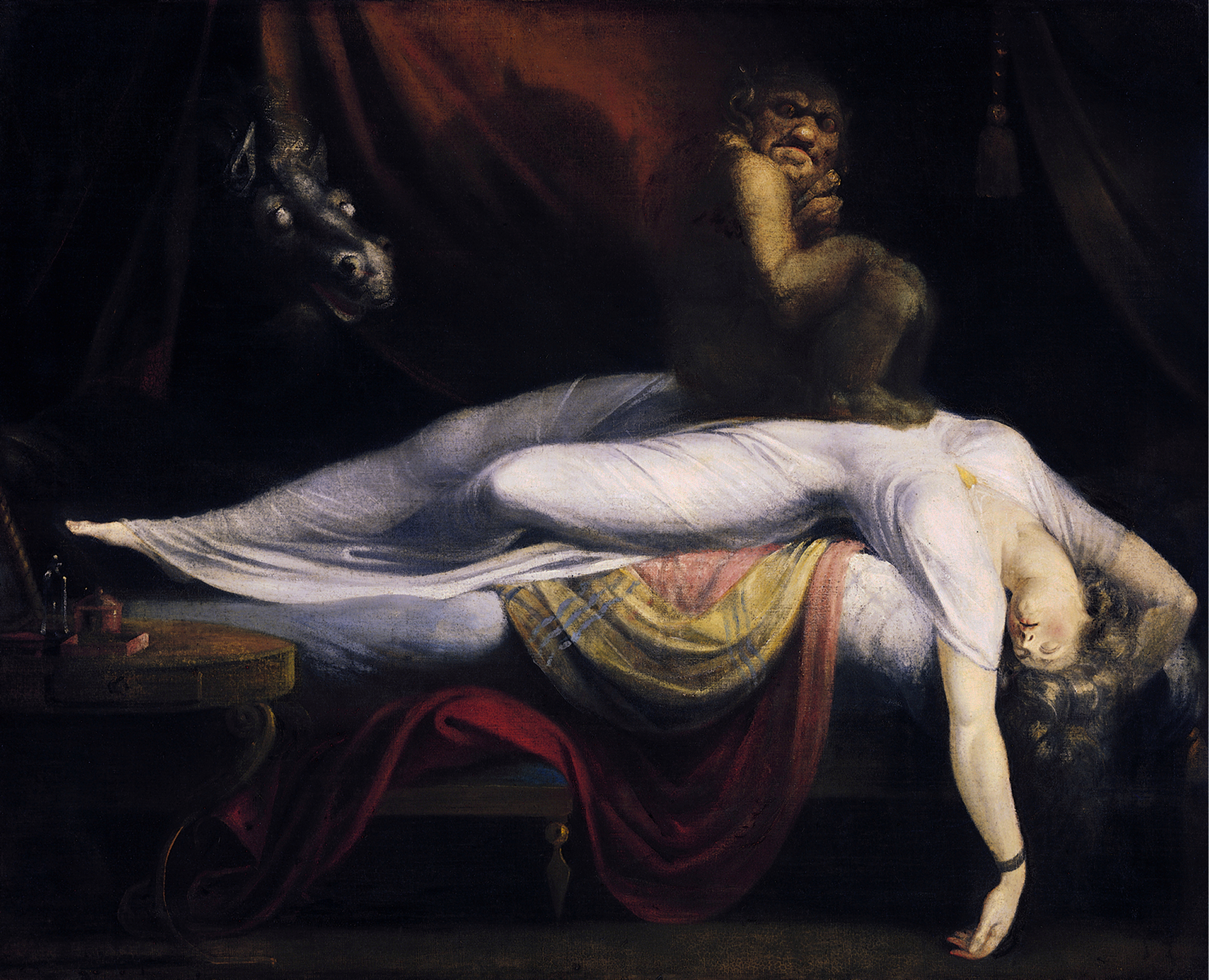
Le Cauchemar
Johann Heinrich Füssli (1781)

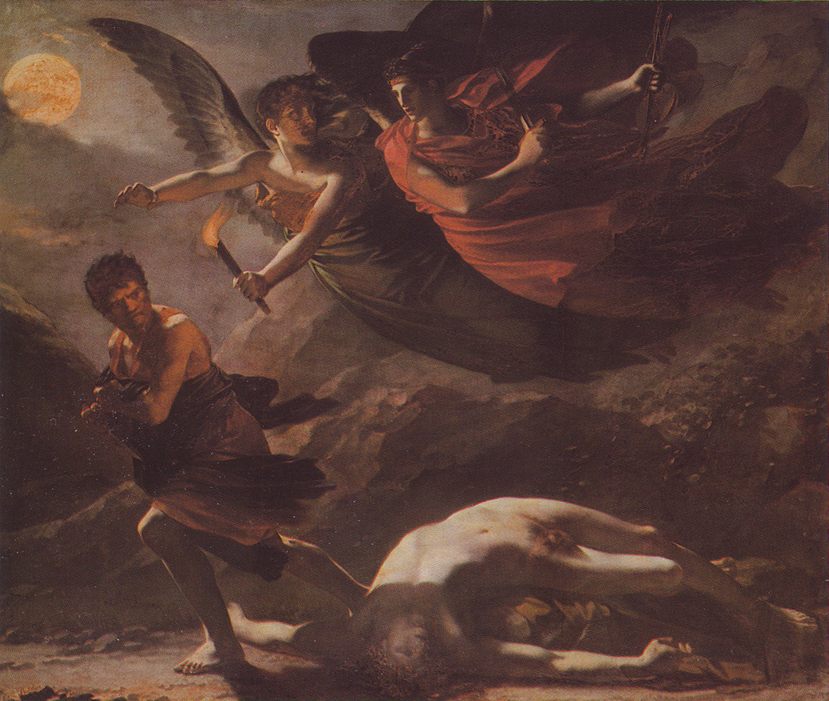
La Justice et la Vengeance divine poursuivant le Crime
Pierre-Paul Prud'hon (1804-1806)

Au XVIIIe siècle, l'allégorie emprunte parfois encore aux personnages mythologiques chez Watteau avec L'Amour désarmé (1715), ainsi que chez François Lemoyne, qui réalise des allégories pour décorer le Salon de la Paix à Versailles (1730). Fragonard, qui s'est spécialisé dans des scènes mythologiques telle La Naissance de Vénus (1753), commence en 1771 une série de quatorze tableaux à la demande de Madame du Barry pour représenter Les Progrès de l'amour dans le cœur d'une jeune fille : La Poursuite, La Surprise ou La Rencontre, L'Amant couronné, La Lettre d'amour, L'Abandonnée, L'Amour triomphant, L'Amour en sentinelle, L'Amour folie, L'Amour poursuivant une colombe, et L'Amour assassin.

Les grandes peintures allégoriques sont fréquentes dans les bâtiments officiels et tout particulièrement les cours de justice. Ainsi, en 1768-69, Nicolas Guy Brenet peint les allégories de la justice qui décorent la Grande Chambre du Parlement de Flandre à Douai. Comme le note Valérie Hayaert, tout en rehaussant le pouvoir des parlementaires, ces allégories leur rappellent aussi les devoirs de leur charge tout en « en plaçant sous leurs yeux un panthéon de vertus sous des figures féminines qui les rend désirables » : 

« L’allégorie de Justice veut convaincre les hommes de loi qui la contemplent. Loin de se dissoudre dans une fade polysémie, elle accroche la conscience de son destinataire parce qu’elle fait voir autrement. Il faut pour cela se libérer de la critique romantique de l’allégorie qui y voyait une forme d’un autre âge, enfermée dans des conventions étriquées, et explorer les variantes et les combinaisons nouvelles de cette grammaire aujourd’hui oubliée. »

Plus tard, Pierre-Paul Prud'hon réalise La Justice et la Vengeance divine poursuivant le Crime (1804-1806) pour décorer la salle du tribunal criminel du Palais de justice de Paris, tandis que Ingres réalise L'Apothéose d'Homère pour décorer un plafond du musée Charles X au Louvre.
Le déclin de l'allégorie est survenu dans les beaux-arts un peu plus tôt que dans la littérature, avec la publication de l'essai de Lessing sur le groupe sculptural du Laocoon (1766). Dans cet ouvrage, Lessing prend le contrepied de la tradition classique et affirme que c'est une erreur de vouloir subordonner l'une à l'autre poésie et peinture, parce que leurs spécificités sont radicalement différentes et qu'une peinture narrative sombre facilement dans l'artifice. Le rejet de l'allégorie acquiert une base théorique avec l'opposition qui s'installe alors progressivement entre symbole et allégorie, notamment chez Karl Philipp Moritz, le symbole étant associé au vrai beau, qui « consiste en ce qu'une chose ne se signifie qu'elle-même, ne se désigne qu'elle-même, qu'elle est un tout accompli en soi ».
Au lieu de représenter une idée par un personnage doté d'une série d'attributs, la peinture se met à explorer la force suggestive de symboles non arrimés à une codification précise et laissant le champ libre à l'interprétation. En 1782, lorsqu'il est exposé pour la première fois à la Royal Academy de Londres, Le Cauchemar de Füssli suscite « un rare degré d'intérêt » et restera populaire pendant des décennies.
L'allégorie reste cependant présente dans la caricature, qui se développe avec Daumier, Grandville et Gustave Doré.
Au XXe siècle, « l'image franchira un pas supplémentaire dans son émancipation du langage ». Ainsi, Magritte déclare éviter « de peindre une figure qui représenterait l'idée de la Justice, avec toutes les interrogations liées à une telle idée », allant même jusqu'à dire qu'il veut peindre des images qui « montrent les choses et ne représentent rien à penser ».
Le contexte socio-culturel dans lequel s'était épanouie la culture de l'allégorie s'est profondément transformé. Pour Robert Badinter, « Les citoyens ne supporteraient plus ce langage crypté qui séparait les hommes cultivés […] maîtrisant ses symboles, du peuple ignorant ». En outre, selon Vandendorpe, « nous n'avons plus besoin, comme jadis, de recourir à des figures emblématiques puisées dans la Bible, les vies de saints ou les récits mythiques, afin de donner une apparence humaine à des abstractions ». En effet, la circulation des images s'est considérablement accélérée avec la mise en place de l'Internet et des médias sociaux, particulièrement YouTube et TikTok. Grâce à ces outils, l'image prend de plus en plus le pas sur le commentaire, allant même jusqu'à le remplacer, comme le montre, dans les échanges sur téléphone, la prolifération des émoticônes, prototype d'un langage de symboles universellement partagés.

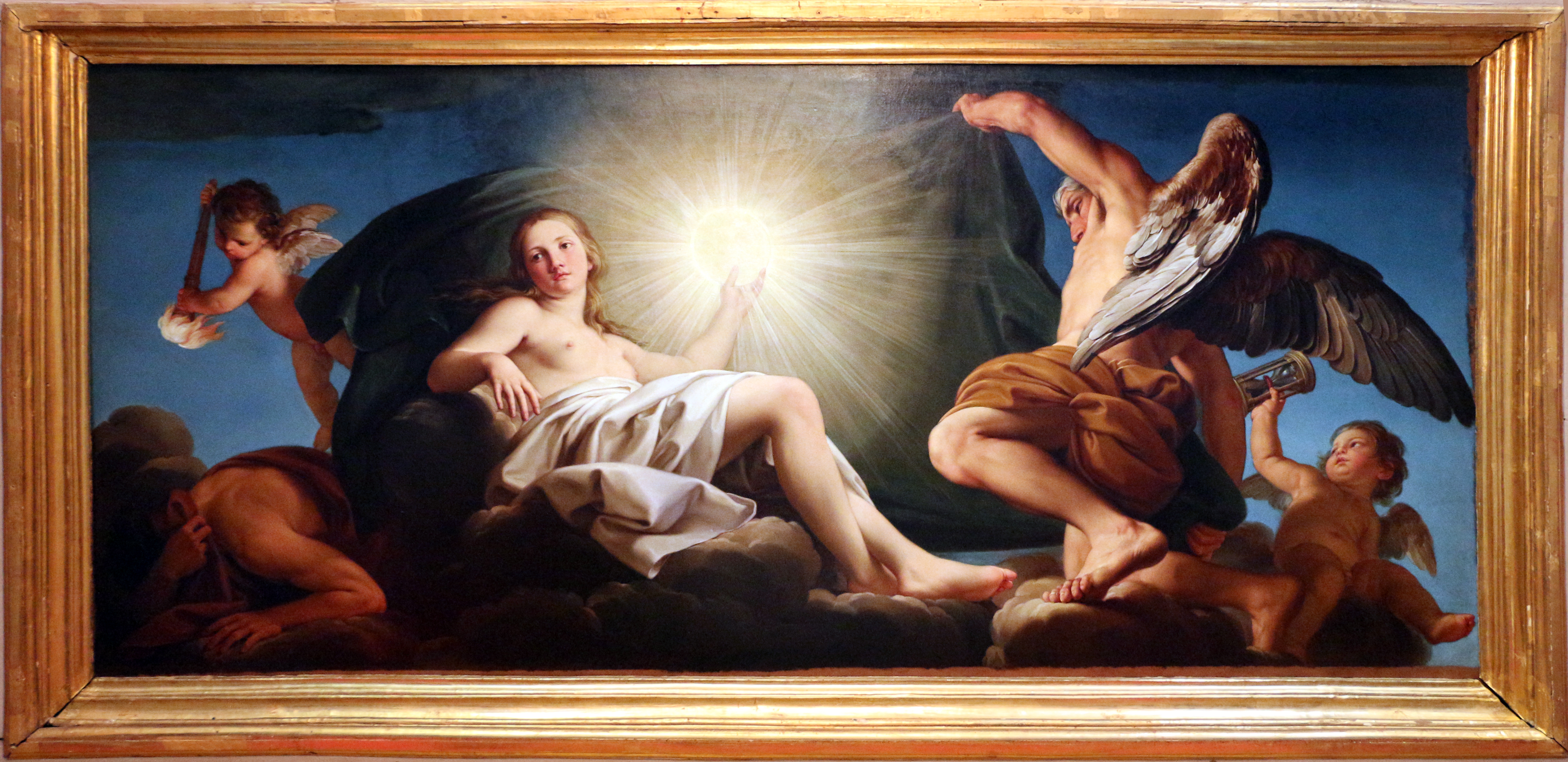
Pompeo Batoni - Le Temps découvre la Vérité, 1737
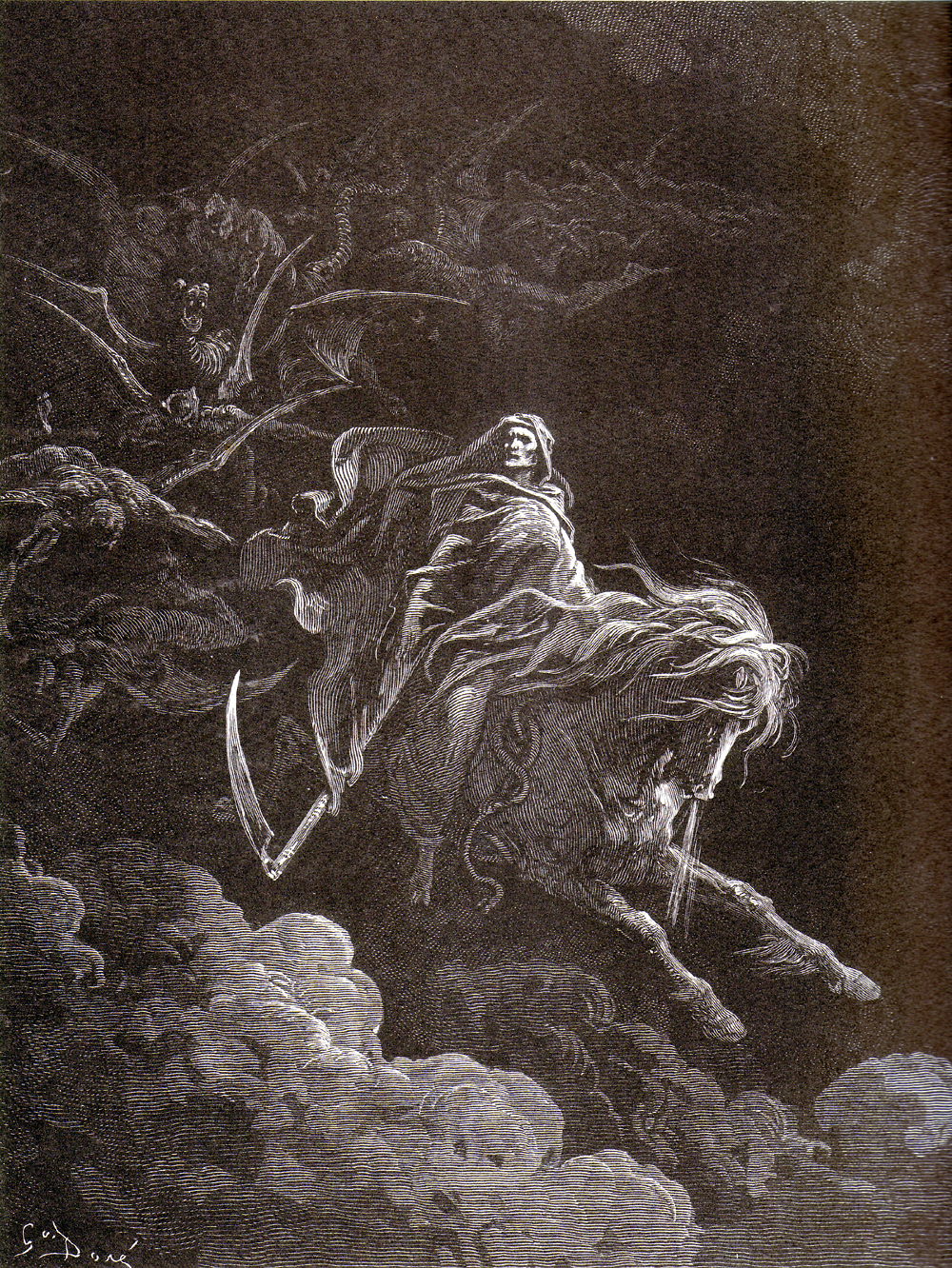
La Mort Gustave Doré (1865)
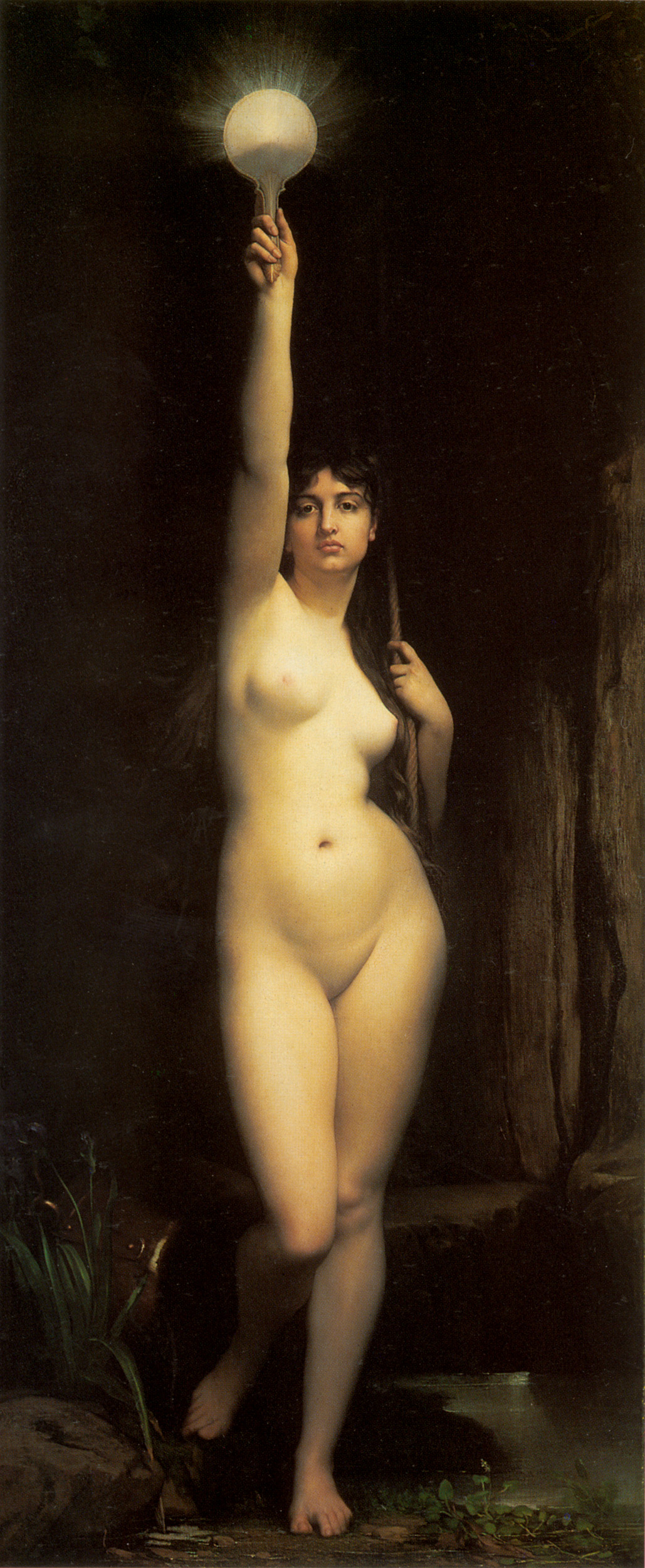
La Vérité (1870) Jules Lefebvre
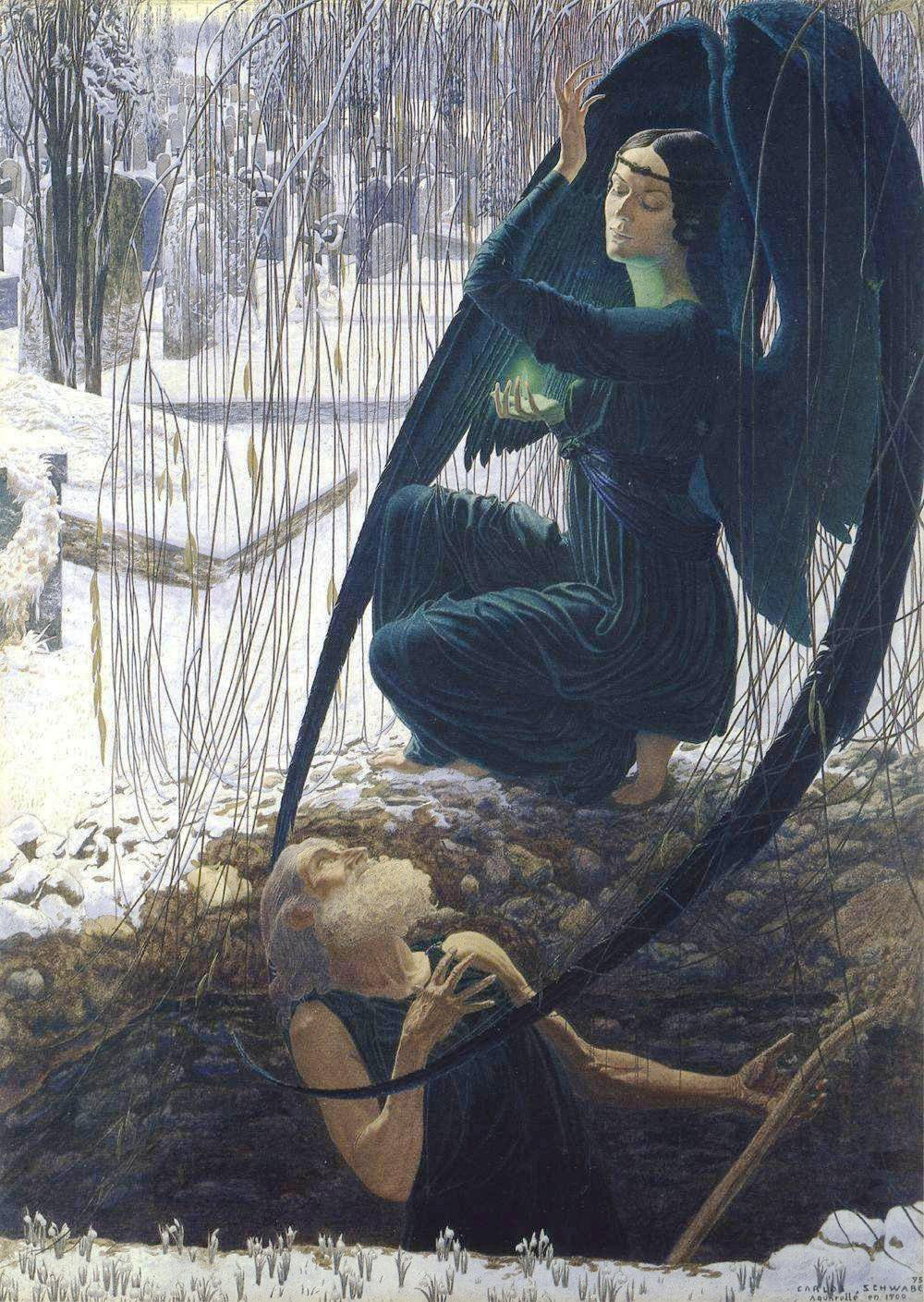
La Mort et le fossoyeur Carlos Schwabe (1890)
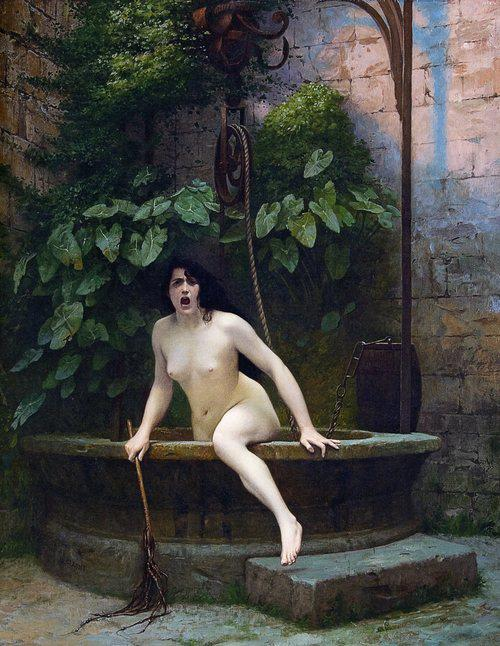
La Vérité sortant du puits (1896) Jean-Léon Gérome